# 2023年
| 千纪： | 3千纪 |
| 世纪： | 20世纪 \| 21世纪 \| 22世纪                                                                                 |
| 年代： | 1990年代 \| 2000年代 \| 2010年代 \| 2020年代 \| 2030年代 \| 2040年代 \| 2050年代                           |
| 年份： | 2018年 \| 2019年 \| 2020年 \| 2021年 \| 2022年 \| 2023年 \| 2024年 \| 2025年 \| 2026年 \| 2027年 \| 2028年 |
| 纪年： | 癸卯年（兔年）；民國112年；日本令和五年；朝鲜主体112年                                                     |
| 月份： | 1月 \| 2月 \| 3月 \| 4月 \| 5月 \| 6月 \| 7月 \| 8月 \| 9月 \| 10月 \| 11月 \| 12月                        |

| 2023年1月 |    |    |    |    |    |    |
| \| 日 \| 一 \| 二 \| 三 \| 四 \| 五 \| 六 \| \| 1 \| 2 \| 3 \| 4 \| 5 \| 6 \| 7 \| \| 8 \| 9 \| 10 \| 11 \| 12 \| 13 \| 14 \| \| 15 \| 16 \| 17 \| 18 \| 19 \| 20 \| 21 \| \| 22 \| 23 \| 24 \| 25 \| 26 \| 27 \| 28 \| \| 29 \| 30 \| 31 \| \| \| \| \| \| \| \| \| \| \| \| \| |    |    |    |    |    |    |
| 日 | 一 | 二 | 三 | 四 | 五 | 六 |
| 1 | 2  | 3  | 4  | 5  | 6  | 7  |
| 8 | 9  | 10 | 11 | 12 | 13 | 14 |
| 15 | 16 | 17 | 18 | 19 | 20 | 21 |
| 22 | 23 | 24 | 25 | 26 | 27 | 28 |
| 29 | 30 | 31 |    |    |    |    |
| |    |    |    |    |    |    |

| 日 | 一 | 二 | 三 | 四 | 五 | 六 |
| 1  | 2  | 3  | 4  | 5  | 6  | 7  |
| 8  | 9  | 10 | 11 | 12 | 13 | 14 |
| 15 | 16 | 17 | 18 | 19 | 20 | 21 |
| 22 | 23 | 24 | 25 | 26 | 27 | 28 |
| 29 | 30 | 31 |    |    |    |    |
|    |    |    |    |    |    |    |

| 2023年2月 |    |    |    |    |    |    |
| \| 日 \| 一 \| 二 \| 三 \| 四 \| 五 \| 六 \| \| \| \| \| 1 \| 2 \| 3 \| 4 \| \| 5 \| 6 \| 7 \| 8 \| 9 \| 10 \| 11 \| \| 12 \| 13 \| 14 \| 15 \| 16 \| 17 \| 18 \| \| 19 \| 20 \| 21 \| 22 \| 23 \| 24 \| 25 \| \| 26 \| 27 \| 28 \| \| \| \| \| \| \| \| \| \| \| \| \| |    |    |    |    |    |    |
| 日 | 一 | 二 | 三 | 四 | 五 | 六 |
| |    |    | 1  | 2  | 3  | 4  |
| 5 | 6  | 7  | 8  | 9  | 10 | 11 |
| 12 | 13 | 14 | 15 | 16 | 17 | 18 |
| 19 | 20 | 21 | 22 | 23 | 24 | 25 |
| 26 | 27 | 28 |    |    |    |    |
| |    |    |    |    |    |    |

| 日 | 一 | 二 | 三 | 四 | 五 | 六 |
|    |    |    | 1  | 2  | 3  | 4  |
| 5  | 6  | 7  | 8  | 9  | 10 | 11 |
| 12 | 13 | 14 | 15 | 16 | 17 | 18 |
| 19 | 20 | 21 | 22 | 23 | 24 | 25 |
| 26 | 27 | 28 |    |    |    |    |
|    |    |    |    |    |    |    |

| 2023年3月 |    |    |    |    |    |    |
| \| 日 \| 一 \| 二 \| 三 \| 四 \| 五 \| 六 \| \| \| \| \| 1 \| 2 \| 3 \| 4 \| \| 5 \| 6 \| 7 \| 8 \| 9 \| 10 \| 11 \| \| 12 \| 13 \| 14 \| 15 \| 16 \| 17 \| 18 \| \| 19 \| 20 \| 21 \| 22 \| 23 \| 24 \| 25 \| \| 26 \| 27 \| 28 \| 29 \| 30 \| 31 \| \| \| \| \| \| \| \| \| \| |    |    |    |    |    |    |
| 日 | 一 | 二 | 三 | 四 | 五 | 六 |
| |    |    | 1  | 2  | 3  | 4  |
| 5 | 6  | 7  | 8  | 9  | 10 | 11 |
| 12 | 13 | 14 | 15 | 16 | 17 | 18 |
| 19 | 20 | 21 | 22 | 23 | 24 | 25 |
| 26 | 27 | 28 | 29 | 30 | 31 |    |
| |    |    |    |    |    |    |

| 日 | 一 | 二 | 三 | 四 | 五 | 六 |
|    |    |    | 1  | 2  | 3  | 4  |
| 5  | 6  | 7  | 8  | 9  | 10 | 11 |
| 12 | 13 | 14 | 15 | 16 | 17 | 18 |
| 19 | 20 | 21 | 22 | 23 | 24 | 25 |
| 26 | 27 | 28 | 29 | 30 | 31 |    |
|    |    |    |    |    |    |    |

| 2023年4月 |    |    |    |    |    |    |
| \| 日 \| 一 \| 二 \| 三 \| 四 \| 五 \| 六 \| \| \| \| \| \| \| \| 1 \| \| 2 \| 3 \| 4 \| 5 \| 6 \| 7 \| 8 \| \| 9 \| 10 \| 11 \| 12 \| 13 \| 14 \| 15 \| \| 16 \| 17 \| 18 \| 19 \| 20 \| 21 \| 22 \| \| 23 \| 24 \| 25 \| 26 \| 27 \| 28 \| 29 \| \| 30 \| \| \| \| \| \| \| |    |    |    |    |    |    |
| 日 | 一 | 二 | 三 | 四 | 五 | 六 |
| |    |    |    |    |    | 1  |
| 2 | 3  | 4  | 5  | 6  | 7  | 8  |
| 9 | 10 | 11 | 12 | 13 | 14 | 15 |
| 16 | 17 | 18 | 19 | 20 | 21 | 22 |
| 23 | 24 | 25 | 26 | 27 | 28 | 29 |
| 30 |    |    |    |    |    |    |

| 日 | 一 | 二 | 三 | 四 | 五 | 六 |
|    |    |    |    |    |    | 1  |
| 2  | 3  | 4  | 5  | 6  | 7  | 8  |
| 9  | 10 | 11 | 12 | 13 | 14 | 15 |
| 16 | 17 | 18 | 19 | 20 | 21 | 22 |
| 23 | 24 | 25 | 26 | 27 | 28 | 29 |
| 30 |    |    |    |    |    |    |

| 2023年5月 |    |    |    |    |    |    |
| \| 日 \| 一 \| 二 \| 三 \| 四 \| 五 \| 六 \| \| \| 1 \| 2 \| 3 \| 4 \| 5 \| 6 \| \| 7 \| 8 \| 9 \| 10 \| 11 \| 12 \| 13 \| \| 14 \| 15 \| 16 \| 17 \| 18 \| 19 \| 20 \| \| 21 \| 22 \| 23 \| 24 \| 25 \| 26 \| 27 \| \| 28 \| 29 \| 30 \| 31 \| \| \| \| \| \| \| \| \| \| \| \| |    |    |    |    |    |    |
| 日 | 一 | 二 | 三 | 四 | 五 | 六 |
| | 1  | 2  | 3  | 4  | 5  | 6  |
| 7 | 8  | 9  | 10 | 11 | 12 | 13 |
| 14 | 15 | 16 | 17 | 18 | 19 | 20 |
| 21 | 22 | 23 | 24 | 25 | 26 | 27 |
| 28 | 29 | 30 | 31 |    |    |    |
| |    |    |    |    |    |    |

| 日 | 一 | 二 | 三 | 四 | 五 | 六 |
|    | 1  | 2  | 3  | 4  | 5  | 6  |
| 7  | 8  | 9  | 10 | 11 | 12 | 13 |
| 14 | 15 | 16 | 17 | 18 | 19 | 20 |
| 21 | 22 | 23 | 24 | 25 | 26 | 27 |
| 28 | 29 | 30 | 31 |    |    |    |
|    |    |    |    |    |    |    |

| 2023年6月 |    |    |    |    |    |    |
| \| 日 \| 一 \| 二 \| 三 \| 四 \| 五 \| 六 \| \| \| \| \| \| 1 \| 2 \| 3 \| \| 4 \| 5 \| 6 \| 7 \| 8 \| 9 \| 10 \| \| 11 \| 12 \| 13 \| 14 \| 15 \| 16 \| 17 \| \| 18 \| 19 \| 20 \| 21 \| 22 \| 23 \| 24 \| \| 25 \| 26 \| 27 \| 28 \| 29 \| 30 \| \| \| \| \| \| \| \| \| \| |    |    |    |    |    |    |
| 日 | 一 | 二 | 三 | 四 | 五 | 六 |
| |    |    |    | 1  | 2  | 3  |
| 4 | 5  | 6  | 7  | 8  | 9  | 10 |
| 11 | 12 | 13 | 14 | 15 | 16 | 17 |
| 18 | 19 | 20 | 21 | 22 | 23 | 24 |
| 25 | 26 | 27 | 28 | 29 | 30 |    |
| |    |    |    |    |    |    |

| 日 | 一 | 二 | 三 | 四 | 五 | 六 |
|    |    |    |    | 1  | 2  | 3  |
| 4  | 5  | 6  | 7  | 8  | 9  | 10 |
| 11 | 12 | 13 | 14 | 15 | 16 | 17 |
| 18 | 19 | 20 | 21 | 22 | 23 | 24 |
| 25 | 26 | 27 | 28 | 29 | 30 |    |
|    |    |    |    |    |    |    |

| 2023年7月 |    |    |    |    |    |    |
| \| 日 \| 一 \| 二 \| 三 \| 四 \| 五 \| 六 \| \| \| \| \| \| \| \| 1 \| \| 2 \| 3 \| 4 \| 5 \| 6 \| 7 \| 8 \| \| 9 \| 10 \| 11 \| 12 \| 13 \| 14 \| 15 \| \| 16 \| 17 \| 18 \| 19 \| 20 \| 21 \| 22 \| \| 23 \| 24 \| 25 \| 26 \| 27 \| 28 \| 29 \| \| 30 \| 31 \| \| \| \| \| \| |    |    |    |    |    |    |
| 日 | 一 | 二 | 三 | 四 | 五 | 六 |
| |    |    |    |    |    | 1  |
| 2 | 3  | 4  | 5  | 6  | 7  | 8  |
| 9 | 10 | 11 | 12 | 13 | 14 | 15 |
| 16 | 17 | 18 | 19 | 20 | 21 | 22 |
| 23 | 24 | 25 | 26 | 27 | 28 | 29 |
| 30 | 31 |    |    |    |    |    |

| 日 | 一 | 二 | 三 | 四 | 五 | 六 |
|    |    |    |    |    |    | 1  |
| 2  | 3  | 4  | 5  | 6  | 7  | 8  |
| 9  | 10 | 11 | 12 | 13 | 14 | 15 |
| 16 | 17 | 18 | 19 | 20 | 21 | 22 |
| 23 | 24 | 25 | 26 | 27 | 28 | 29 |
| 30 | 31 |    |    |    |    |    |

| 2023年8月 |    |    |    |    |    |    |
| \| 日 \| 一 \| 二 \| 三 \| 四 \| 五 \| 六 \| \| \| \| 1 \| 2 \| 3 \| 4 \| 5 \| \| 6 \| 7 \| 8 \| 9 \| 10 \| 11 \| 12 \| \| 13 \| 14 \| 15 \| 16 \| 17 \| 18 \| 19 \| \| 20 \| 21 \| 22 \| 23 \| 24 \| 25 \| 26 \| \| 27 \| 28 \| 29 \| 30 \| 31 \| \| \| \| \| \| \| \| \| \| \| |    |    |    |    |    |    |
| 日 | 一 | 二 | 三 | 四 | 五 | 六 |
| |    | 1  | 2  | 3  | 4  | 5  |
| 6 | 7  | 8  | 9  | 10 | 11 | 12 |
| 13 | 14 | 15 | 16 | 17 | 18 | 19 |
| 20 | 21 | 22 | 23 | 24 | 25 | 26 |
| 27 | 28 | 29 | 30 | 31 |    |    |
| |    |    |    |    |    |    |

| 日 | 一 | 二 | 三 | 四 | 五 | 六 |
|    |    | 1  | 2  | 3  | 4  | 5  |
| 6  | 7  | 8  | 9  | 10 | 11 | 12 |
| 13 | 14 | 15 | 16 | 17 | 18 | 19 |
| 20 | 21 | 22 | 23 | 24 | 25 | 26 |
| 27 | 28 | 29 | 30 | 31 |    |    |
|    |    |    |    |    |    |    |

| 2023年9月 |    |    |    |    |    |    |
| \| 日 \| 一 \| 二 \| 三 \| 四 \| 五 \| 六 \| \| \| \| \| \| \| 1 \| 2 \| \| 3 \| 4 \| 5 \| 6 \| 7 \| 8 \| 9 \| \| 10 \| 11 \| 12 \| 13 \| 14 \| 15 \| 16 \| \| 17 \| 18 \| 19 \| 20 \| 21 \| 22 \| 23 \| \| 24 \| 25 \| 26 \| 27 \| 28 \| 29 \| 30 \| \| \| \| \| \| \| \| \| |    |    |    |    |    |    |
| 日 | 一 | 二 | 三 | 四 | 五 | 六 |
| |    |    |    |    | 1  | 2  |
| 3 | 4  | 5  | 6  | 7  | 8  | 9  |
| 10 | 11 | 12 | 13 | 14 | 15 | 16 |
| 17 | 18 | 19 | 20 | 21 | 22 | 23 |
| 24 | 25 | 26 | 27 | 28 | 29 | 30 |
| |    |    |    |    |    |    |

| 日 | 一 | 二 | 三 | 四 | 五 | 六 |
|    |    |    |    |    | 1  | 2  |
| 3  | 4  | 5  | 6  | 7  | 8  | 9  |
| 10 | 11 | 12 | 13 | 14 | 15 | 16 |
| 17 | 18 | 19 | 20 | 21 | 22 | 23 |
| 24 | 25 | 26 | 27 | 28 | 29 | 30 |
|    |    |    |    |    |    |    |

| 2023年10月 |    |    |    |    |    |    |
| \| 日 \| 一 \| 二 \| 三 \| 四 \| 五 \| 六 \| \| 1 \| 2 \| 3 \| 4 \| 5 \| 6 \| 7 \| \| 8 \| 9 \| 10 \| 11 \| 12 \| 13 \| 14 \| \| 15 \| 16 \| 17 \| 18 \| 19 \| 20 \| 21 \| \| 22 \| 23 \| 24 \| 25 \| 26 \| 27 \| 28 \| \| 29 \| 30 \| 31 \| \| \| \| \| \| \| \| \| \| \| \| \| |    |    |    |    |    |    |
| 日 | 一 | 二 | 三 | 四 | 五 | 六 |
| 1 | 2  | 3  | 4  | 5  | 6  | 7  |
| 8 | 9  | 10 | 11 | 12 | 13 | 14 |
| 15 | 16 | 17 | 18 | 19 | 20 | 21 |
| 22 | 23 | 24 | 25 | 26 | 27 | 28 |
| 29 | 30 | 31 |    |    |    |    |
| |    |    |    |    |    |    |

| 日 | 一 | 二 | 三 | 四 | 五 | 六 |
| 1  | 2  | 3  | 4  | 5  | 6  | 7  |
| 8  | 9  | 10 | 11 | 12 | 13 | 14 |
| 15 | 16 | 17 | 18 | 19 | 20 | 21 |
| 22 | 23 | 24 | 25 | 26 | 27 | 28 |
| 29 | 30 | 31 |    |    |    |    |
|    |    |    |    |    |    |    |

| 2023年11月 |    |    |    |    |    |    |
| \| 日 \| 一 \| 二 \| 三 \| 四 \| 五 \| 六 \| \| \| \| \| 1 \| 2 \| 3 \| 4 \| \| 5 \| 6 \| 7 \| 8 \| 9 \| 10 \| 11 \| \| 12 \| 13 \| 14 \| 15 \| 16 \| 17 \| 18 \| \| 19 \| 20 \| 21 \| 22 \| 23 \| 24 \| 25 \| \| 26 \| 27 \| 28 \| 29 \| 30 \| \| \| \| \| \| \| \| \| \| \| |    |    |    |    |    |    |
| 日 | 一 | 二 | 三 | 四 | 五 | 六 |
| |    |    | 1  | 2  | 3  | 4  |
| 5 | 6  | 7  | 8  | 9  | 10 | 11 |
| 12 | 13 | 14 | 15 | 16 | 17 | 18 |
| 19 | 20 | 21 | 22 | 23 | 24 | 25 |
| 26 | 27 | 28 | 29 | 30 |    |    |
| |    |    |    |    |    |    |

| 日 | 一 | 二 | 三 | 四 | 五 | 六 |
|    |    |    | 1  | 2  | 3  | 4  |
| 5  | 6  | 7  | 8  | 9  | 10 | 11 |
| 12 | 13 | 14 | 15 | 16 | 17 | 18 |
| 19 | 20 | 21 | 22 | 23 | 24 | 25 |
| 26 | 27 | 28 | 29 | 30 |    |    |
|    |    |    |    |    |    |    |

| 2023年12月 |    |    |    |    |    |    |
| \| 日 \| 一 \| 二 \| 三 \| 四 \| 五 \| 六 \| \| \| \| \| \| \| 1 \| 2 \| \| 3 \| 4 \| 5 \| 6 \| 7 \| 8 \| 9 \| \| 10 \| 11 \| 12 \| 13 \| 14 \| 15 \| 16 \| \| 17 \| 18 \| 19 \| 20 \| 21 \| 22 \| 23 \| \| 24 \| 25 \| 26 \| 27 \| 28 \| 29 \| 30 \| \| 31 \| \| \| \| \| \| \| |    |    |    |    |    |    |
| 日 | 一 | 二 | 三 | 四 | 五 | 六 |
| |    |    |    |    | 1  | 2  |
| 3 | 4  | 5  | 6  | 7  | 8  | 9  |
| 10 | 11 | 12 | 13 | 14 | 15 | 16 |
| 17 | 18 | 19 | 20 | 21 | 22 | 23 |
| 24 | 25 | 26 | 27 | 28 | 29 | 30 |
| 31 |    |    |    |    |    |    |

| 日 | 一 | 二 | 三 | 四 | 五 | 六 |
|    |    |    |    |    | 1  | 2  |
| 3  | 4  | 5  | 6  | 7  | 8  | 9  |
| 10 | 11 | 12 | 13 | 14 | 15 | 16 |
| 17 | 18 | 19 | 20 | 21 | 22 | 23 |
| 24 | 25 | 26 | 27 | 28 | 29 | 30 |
| 31 |    |    |    |    |    |    |

2023年是一個平年，第一天是星期日。
2023年也是有记录以来目前最热的一年，该年全球平均气温为14.98°C。然而專家估計2024年的全球平均气温會更高。

## 重要熱點
粗體字為引起大量傷亡、引起國際強烈反應或嚴重影響外交的事件。
- 世界天文热点：
  - 3月
    - 24日：月掩金星现象

  - 4月
    - 20日：2023年4月20日混合日食奇观

  - 5月
    - 6日：半影月食现象

  - 8月
    - 31日：超级蓝月现象

  - 10月
    - 14日：美洲日環食現象
    - 28日：2023年10月28日月偏食现象
- 2023年重要政治危机与热点问题：
  - 緬甸內戰 (2021年至今)
    - 2023年果敢军事冲突

  - 伊朗革命街女孩運動
    - 阿米尼示威（2022年9月起）

  - 俄羅斯入侵烏克蘭（2022年2月24日起至今）
    - 2023年無人機襲擊克里姆林宮
    - 2023年莫斯科無人機襲擊
    - 瓦格納集團兵變
    - 2023年特維爾州飛機墜毀事故
    - 美國向烏克蘭提供集束彈

  - 2023年纳戈尔诺-卡拉巴赫攻势
    - 阿尔察赫共和国和阿尔察赫武装部队宣告解散
    - 纳戈尔诺-卡拉巴赫地区的亚美尼亚难民潮

  - 加沙戰爭
    - 阿克薩洪水行動
    - 以色列封鎖及入侵加沙地帶
    - 以色列對加沙地帶北部發出全面撤離令
    - 阿赫利阿拉伯醫院爆炸事件
    - 以色列與黎巴嫩、約旦河西岸、紅海等其他衝突

  - 2023年非洲政變
    - 2023年尼日爾軍事政變
    - 2023年加蓬軍事政變

  - 反對逃犯條例修訂草案運動後續事件
    - 2023年世界冰球錦標賽誤播國歌事件
    - 2023年香港選舉改革
    - 黎智英國安法案件開審

  - 2023年法國大規模罷工
  - 2023年格魯吉亞示威
  - 2022—2023年秘魯政治示威（英语：2022–2023 Peruvian political protests）
  - 2023年以色列反司法改革示威
  - 2023年巴西三權廣場衝擊事件
  - 2023年台灣外交危機
  - 2023年蘇丹武裝衝突
  - 日本排放福島核廢水
  - 2023年美國士兵叛逃北韓事件
  - 韓國世界童軍大露營爭議事件
  - 北韓單方面關閉多間大使館或領事館
  - 2023年圭亚那-委内瑞拉危机
  - 2023年12月塞爾維亞選舉示威
- 重大电信詐騙事件：
  - KK園區
  - 東南亞跨國人口販賣（2021年至今）
- 2023年重大列車事故：
  - 2023年俄亥俄州有毒物质泄露事故
  - 2023年希臘火車相撞事故
  - 2023年臺中捷運塔吊撞擊事故
  - 2023年印度奥迪沙邦列车相撞事故
  - 2023年北京地鐵列車追尾事故
- 2023年重大航空事故：
  - 雪人航空691號班機空難
  - 星宇航空800號班機延誤事故
  - 2023年國泰航空歧視醜聞
  - 德國漢堡機場劫持人質事故
  - 2023年印度客機人口販賣事故
- 2023年重大公共卫生安全事件：
  - 2019冠狀病毒病疫情（2019年起）
    - 2019冠狀病毒疫苗接種計劃（2021年起）

  - 2022年猴痘爆發（2022年起）
    - 2022-2023年猴痘爆發
- 2023年重大自然災害事件：
  - 2023年東南亞霧害
  - 2023年土耳其－敘利亞地震
  - 颱風杜蘇芮
    - 2023年京津冀暴雨

  - 2023年夏威夷山火
  - 2023年粵港澳暴雨
  - 2023年摩洛哥地震
  - 2023年利比亞洪災
  - 2023年赫拉特地震
  - 2023年尼泊尔地震
  - 菲律賓地震
    - 2023年11月棉蘭老島地震
    - 2023年12月棉蘭老島地震

  - 2023年积石山县地震
- 2023年重大命案：
  - 蔡天鳳碎屍案
  - 納赫爾·梅爾祖克之死
  - 厄瓜多爾總統候選人遇刺事件
  - 哈迪普·辛格·尼賈爾遇刺事件
- 中國內地相關熱點：
  - 2023年中國高空氣球擊落事件
  - 2023年環台軍事演練
  - 李昊石事件
  - 《中華人民共和國愛國主義教育法》通過
  - 李克強去世
  - 中華人民共和國出/入境健康申明卡取消
- 2023年重要國際體育賽事：
  - 2022年亞洲運動會
- 2023年開幕的旅遊景點：
  - 香港迪士尼樂園魔雪奇緣世界（11月20日開幕）
- 2023年科技熱點：
  - ChatGPT
  - Microsoft Bing
  - 多國禁用抖音事件
  - Bard
  - Twitter更換為「X」標誌
  - LK-99

## 大事紀

### 1月
- 1月1日：
  - 下午五时许，香港一輛往尖沙咀方向的新巴796P線雙層巴士在康城路近日出康城對開失控剷上行人路後，衝入草叢並向左翻側，事件造成至少31人受傷。肇事新巴車长被警方以涉嫌危險駕駛為由拘捕。[2][3]
  - 中華民國的國家太空中心，原屬國家實驗研究院改制為國家科學及技術委員會轄下機構，中文名稱不變，英文名稱由NSPO改為TASA，提升國際識別度[4]。
  - 菲律宾民用航空局以空管中心停电为由临时关闭空域6个小时，360多架航班取消、延误或改道，涉及5万6000名乘客。[5]
  - 路易斯·伊納西奧·魯拉·達席爾瓦宣誓就任為第39任巴西總統。
  - 克罗地亚正式加入欧元区和申根区。
- 1月4日——法國國防部宣佈，法國海軍「蘇弗朗」(Suffren , Q284)號核動力攻擊潛艇(SSN)及其艦艇兵已順利與戴高樂航母打擊群（de Gaulle CSG）一起完成了其首次作戰部署[6]。
- 1月7日——歷經4天、15輪選舉，美國眾議院於今日凌晨以216票選出共和黨領袖凱文·麥卡錫擔任118屆國會的眾議院議長。眾院今年的重複選舉紀錄打破1923年的9次，被形容是百年來最艱困的一役[7]。
- 1月8日——由于雅伊爾·博索納羅在2022年巴西大选中输给路易斯·伊纳西奥·卢拉·达席尔瓦，其支持者冲击位于巴西利亚三權廣場的最高法院、国会和普拉納托宮[8]。
- 1月9日：
  - 維珍軌道公司名為宇宙女孩的波音747改造飛機在英國康瓦爾太空港（英语：Newquay Airport）第三次升空發射，搭載火箭送上軌道的任務今晨(10日)以失敗告終，科學家通報在接近目標時出現「異常」[9]。
  - 香港航天科技集團有限公司（HKATG）正式宣布會在吉布地投資十億美元，建設一個占地10平方公里的太空港[10]。
- 1月10日——微軟Windows 7系統正式走入歷史，不再提供任何更新[11]。
- 1月15日：
  - 一架隶属于雪人航空的ATR 72客机于尼泊尔博卡拉降落时坠毁，至少64人死亡[12]。
  - 中華民國副總統賴清德在民主進步黨主席的同額競選中勝出，成功當選新一任主席[13]。
- 1月16日——瓜地馬拉北部和墨西哥南部的茂密叢林裡發現被埋沒千年的路網，連通近千個古馬雅（Maya）聚落，這可能是世界上第一個「高速公路系統」。互相連通的聚落中，包括先前未曾發現的417個地點。瓜地馬拉「人類學研究與環境研究基金會」（FARES）團隊發表負責所謂LiDAR技術研究，結果最早於上月刊登在「古中美洲」（AncientMesoamerica）期刊上[14]。
- 1月17日——經越南共產黨中央委員會批准，阮春福辭去越南國家主席、越共中央政治局委員等職務，有分析指與越共中央總書記阮富仲發起的反貪腐運動有關[15]。
- 1月18日：
  - 一架歐直EC225超級美洲獅直升機坠毁在乌克兰基輔布羅瓦里镇的一家幼儿园，共造成18人死亡、29人受伤，死者包括乘坐飞机的烏克蘭內政部長傑尼斯·莫納斯特爾斯基等高级官员。[16]
  - 澳門初級法院對太陽城集團創辦人周焯華涉嫌非法經營賭博及洗黑錢的案件進行宣判，裁定周焯華黑社會罪等五項罪名成立，合競被判18年單一刑罰。[17]
- 1月22日：
  - 德法兩國元首在索邦大學慶祝愛麗舍條約簽署60週年[18]。
  - 德國已提撥約430億美元(約1.3兆台幣)，準備和法國打造第六代戰鬥機。而德國總理蕭茲和法國總統馬克宏在巴黎會面，討論「未來空戰系統」(FCAS)專案。在專案下，研製飆風(Rafale)戰機的法國達梭航太(Dassault Aviation)將和製造颱風(Typhoon)戰機承包商之一的空中巴士(Airbus)聯手，以打造6代戰機原型[19]。
- 1月24日——迫于俄乌战争的威胁，末日之钟向前调整了10秒，此時距离子夜仅剩90秒，进一步打破了其三年前的纪录。[20]
- 1月25日——美國航太總署NASA報導，所設計的旋轉爆震火箭引擎（英语：Rotating detonation engine）剛剛完成了一個里程碑的測試結果，它利用持續的爆炸(Detonation)做為推力，比現行的燃燒(Deflagration)推力有更強的動力[21][22]。
- 1月26日——《中國日報》引述《太空新聞網》(SpaceNews)消息指出，歐洲航天局官員宣布不再計劃向中國「天宮」空間站派遣太空人，主要因為「預算有限」，沒有政治意圖，未來重心要放回之前對國際空間站計劃的承諾上[23]。
- 1月31日：
  - 環狀線西環段[[[Wikipedia:格式手册/链接#章節|錨點失效]]]（新北產業園區站-大坪林站）在今日起改由新北捷運公司營運。
  - 服役迄今超過50年間獲得「空中女王」（Queen of the Skies）稱號的波音747系列商用機，完成第1574架、也是最後1架的交付作業後，波音公司正式關閉產線，使該系列機種的生產正式畫下句點，未來747機型也將隨著逐年退役而走入歷史[24]。

### 2月
- 2月1日——美國國防高等研究計劃署於2021年提出新型水上飛機計畫，2022年5月公布設計概念圖。今日宣布自由舉升機（英语：Liberty Lifter）[25][26]將由通用原子和波音旗下子公司極光飛行科學（英语：Aurora_Flight_Sciences）兩組團隊進行競標，並將更自打造概念機進行研究與測試[27]。
- 2月2日：
  - 美國國防部表示，正在追蹤一個飛越美國高空(Near-Space)[28]的可操控中國監控氣球，但出於安全原因，決定暫時不將其擊落[29]。導致美國國務卿布林肯無限期延後原訂5日的訪華行程[30]。美國軍方於美東時間4日下午2點39分在領海，一架F-22戰機發射一枚AIM-9X飛彈，射下氣球[31]。
  - 中國自主三代核電華龍一號出口巴基斯坦2台百萬千瓦MW機組，喀拉蚩核電站(K-2、K-3)在建成投產後正式交付巴方。標誌著華龍一號在巴基斯坦，海外首個專案全面建成[32]。
- 2月3日——美国俄亥俄州东巴勒斯坦一列载有氯乙烯等危险化学品的货运列车发生火灾与爆炸，随后大量有毒危险化学品泄露。
- 2月5日——第65届格莱美奖颁奖典礼在美国加利福尼亚州洛杉矶加密货币网体育馆举行，碧昂絲和独行侠城市音乐各凭借4项大奖领跑。[33]
- 2月6日：
  - 當地時間凌晨4時17分，土耳其加济安泰普省发生規模7.8地震，震源深度20公里[34][35]，土耳其7省和敘利亞政府控制地區共造成175人死亡、774人受傷。這是至少一世紀以來這個區域最強的地震之一[36]。
  - 印度自製「光輝」輕型戰機（Tejas LCA)NP-2技術驗證機，首度成功起降首艘自製航母「維克蘭特」號（INS Vikrant），達成重要的里程碑，向印度自力更生（英语：Atmanirbhar Bharat）(आत्मनिर्भर भारत）計畫邁進一大步[37]。隨後也完成俄製米格-29K戰鬥機的起降任務。
  - Google宣布將推出名為「Bard」的人工智慧(AI)聊天機器人技術，目前將由一群選定的人員試用，並計劃數周內向大眾推出，正面迎戰近來爆紅的AI聊天機器人ChatGPT[38]。
  - 日本三菱重工業宣布，將計劃停止研製首款國產小型噴射客機「Space Jet」。由於開發時程延誤，加上新型冠狀病毒導致乘客需求降溫，2020年起的開發幾乎遭到凍結，今後也被認為無法盈利，將中止其事業開發[39]。7日下午，三菱重工業取締役社長泉澤清次在東京都千代田區丸之內總公司就取消小型噴氣客機研製一事舉行記者會。
- 2月7日：
  - 微軟推出結ChatGPT人工智慧(AI)技術的新版 Bing搜尋服務和Edge瀏覽器[40]。
  - 百度宣布「文心一言」(ERNIE Bot)的AI大模型新項目。百度在AI布局四層架構，包括底層的晶片、深度學習架構、大模型，以及最上層的搜尋等應用。文心一言位於模型層[41]。
- 2月8日——中國有民眾因不滿武漢市政府推行醫保改革中減少每月個人賬戶補貼金額之政策，進而發起示威遊行[42]。
- 2月9日：
  - SpaceX星艦展開歷史性軌道首飛測試前，第一節 B7 超重型助推器(Super Heavy)達成重要里程碑：31 台猛禽發動機（全部有 33 台）持續點火約 7 秒，除了驗證大量引擎系統，也確保發射台可承受史上最強大火箭起飛的火力[43]。
  - 完成中國空間站全面建成後航天員首次出艙活動，這也是航天員第一次執行「跨三艙」大範圍作業。夢天實驗艙的貨物氣閘艙(Carge Airlock)首次加入任務工作[44]。
- 2月10日——新北捷運安坑輕軌正式通車。
- 2月13日——洛克希德馬丁公司宣布，進行人工智慧(AI)改造的F-16戰機「VISTA X-62A」，VISTA 是「可變飛行模擬試驗機」(Variable In-flight Simulation Test Aircraft)的縮寫，完成了一系列的飛行測試，它自主飛行了17小時，還能夠模仿其他戰機的飛行特徵[45][46]。
- 2月14日：
  - 微軟瀏覽器IE11不再可用。[47]
  - 印度航空公司（Air India）作為印度最大的國際航空公司和第二大國內航空公司。公布了共470架波音(220)和空客客機(250)的訂單，以努力滿足印度日益增長的中產階級消費者對不斷提高的航空旅行的需求[48]。
  - 美國F-35戰機首次參加印度航空展在班加羅爾上空表演[49]。
- 2月16日——SpaceX正式邀請經常在全球各地旅行、工作的使用需求，推出每月收費達200美元的Starlink全球漫遊服務 (Global Roaming)，讓使用者能在全球各地可以接收人造衛星訊號地點上網[50]。
- 2月17日——H3運載火箭是日本現今主力火箭H2A的後繼機種，首次升空。但因固體助推器點火失敗而取消發射。[51]
- 2月18日——第59屆慕尼黑安全會議（MSC）2月17日至19日舉行期間。美國太空作戰司令薩爾茨曼（英语：B. Chance Saltzman）上將表示，俄羅斯和中國是美國在太空中最大的威脅，包括反衛星導彈和攔截機[52]。
- 2月20日：
  - 美國總統拜登完成秘密訪烏，順利與烏克蘭總統泽连斯基(Volodymyr Zelensky)會面。拜登在風險訪問之下現身基輔，是在俄烏戰爭一週年之際，西方盟友對烏克蘭做出的最有力支持宣示[53]。
  - 大韓民國自製的4.5代戰機，KF-21「獵鷹」(Boramae)戰機的雙座訓練型完成首次飛行，原型機在泗川機場 (HIN) 的第3飛行訓練聯隊，飛行了約34分鐘，過程順利[54]。
- 2月21日——俄羅斯總統普京發表國情咨文時宣布暫停參與全球兩大核子強權美國與俄羅斯之間僅存的軍備管控條約「新戰略武器裁減條約」；他也警告華府，俄方已針對新的陸基戰略核武賦予戰鬥職務。路透社報導，俄羅斯和美國仍擁有冷戰留存至今的龐大核武庫，其數量受到2010年達成的「新戰略武器裁減條約」（New START）限制，該條約原訂於2026年到期[55]。
- 2月26日——諾基亞(Nokia)正式宣佈，擬在近60年來首次更改其品牌Logo，使用全新標誌，以彰顯公司專注於積極成長的目標。Nokia行政總裁Pekka Lundmark接受採訪時表示：「這（舊 Logo）與智能手機有關，如今我們是一家商業科技公司。會將公司定位為微軟（Microsoft）和亞馬遜（Amazon）的對手[56]。」
- 2月27日——193個聯合國成員國代表於紐約舉行會談，試圖完成海洋公約(Global Ocean Treaty)協議，以保護世界海洋免受過度捕撈、污染和其他威脅。因為海洋在調節全球氣候有著重要角色，能夠儲存4分之1的二氧化碳[57]。

### 3月
- 3月2日：
  - 中國載人航天工程辦公室消息，近日，在地面科研人員和太空人協同配合下，夢天艙燃燒科學櫃中的實驗系統成功執行首次在軌點火測試，驗證了太空站燃燒科學實驗系統功能的完備性，以及整體實驗流程的準確性與科學性，為後續項目順利實施打下良好基礎[58]。
  - 維珍航空加入天合聯盟。
  - 在達梭歷經4年的開發後，法國空軍接收了最新生產標準型的四代半飆風戰機，飆風F4型戰機[59]。
  - 越共中央政治局委員武文賞在越南國會以98.38%投票率當選為越南國家主席。
- 3月4日——聯合國於美東晚間，終於達成保護世界海洋的歷史性協議《公海條約（The High Seas Treaty）》（英语：High Seas Treaty），超過100個國家同意，將在2030年以前，將全球30%的海域納入保護區，以保護和復育海洋自然生物。是繼40年前的《聯合國海洋法公約（the UN Convention on the Law of the Sea）》之後，聯合國再一次對保護海洋踏出一大步[60]。
- 3月8日——2023年世界棒球經典賽開幕。
- 3月10日：
  - 習近平在十四屆全國人大一次會議上再次當選中華人民共和國主席[61]，是中華人民共和國歷史上第一位任期超過十年、開展第三個任期的國家主席。此前，習近平在2022年10月23日召開的中共二十屆一中全會上，已經第三次當選中共中央總書記和中共中央軍委主席[62]。
  - 经中國斡旋，沙特阿拉伯和伊朗下恢復外交關係，並於兩個月內重開雙方大使館和代表機構，結束了七年來的敵對關係[63]。
  - 美國矽谷銀行(SVB)因發生存款戶擠兌而宣告倒閉，單單是9日一天存戶就要求提款420億美元，當天結帳時現金餘額淪為負10億美元。自2008年金融危機以來最大的銀行，也是美國歷史上第二大倒閉銀行[64]。此外，銀行倒閉也導致金價於三天後漲至了五週以來新高點。
- 3月12日：
  - 尼加拉瓜因不滿梵蒂岡天主教會教宗方濟各（Pope Francis）把尼加拉瓜政府與獨裁政權相比擬，決定關閉雙方大使館。
  - 《媽的多重宇宙》以亞裔移民家庭的親情故事顛覆多重宇宙世界觀，只花2500萬美元（約7.5億台幣）拍攝，卻小兵立大功，拿下第95屆奧斯卡金像獎包括最佳影片、導演、女主角、男配角、女配角、原創劇本、剪輯共7項大獎[65]。
- 3月13日——美國總統拜登、英國首相蘇納克和澳洲總理艾班尼斯在美國加州聖地牙哥宣布Aukus潛艦計畫。這項根據2021年「澳英美三方安全夥伴關係」(AUKUS)的協議，將看到澳洲先透過從美國採購、再由國內造艦的方式，將柴油動力潛艦更換為更具匿蹤性和航程更遠的核動力潛艦[66]。
- 3月14日——美國軍方表示，美方一架無人機與一架俄羅斯Su-27戰機相撞後墜入黑海，俄羅斯國防部則加以否認。根據美國歐洲司令部(EUCOM)聲明，該架MQ-9死神(Reaper)無人偵察機由羅馬尼亞起飛，在黑海國際空域執行例行偵察任務[67]。
- 3月16日：
  - 土耳其航空航太工業第五代戰鬥機TF-X正式下線儀式前兩天，在啟動引擎後成功於跑道完成滑行測試，大幅度推進土耳其自製國防戰鬥機進程[68]。
  - 南韓總統尹錫悅與日本首相岸田文雄舉行峰會，修補兩國關係。如今日韓邁向和解之路，東京當局決定解除對南韓出口三項半導體關鍵原料(含氟聚亞醯胺、氟化氫及光阻劑)的管制，首爾當局則宣布撤回向世貿組織（WTO）提出的申訴[69]。
  - 日本第2宇宙作戰隊在山口縣防府北基地成軍，對利用電磁波妨礙人造衛星的活動進行警戒及新編太空系統管理部隊[70]。
- 3月17日——国际刑事法院以涉嫌在入侵乌克兰期间绑架当地儿童一事，对俄罗斯总统弗拉基米尔·普京和总统儿童权利专员瑪莉亞·路芙娃-貝洛娃发出逮捕令。[71][72]
- 3月20日——中共中央總書記、中華人民共和國主席習近平出訪俄羅斯，出訪前夕，俄羅斯總統普丁與習近平分別在中俄媒體發文評價兩國關係。普丁撰文稱呼習為「老朋友」，指出「高度期待」兩人的會談，歡迎北京願意在烏克蘭危機中扮演「有建設性角色」，他更盛讚兩國關係處在「歷史最高點」[73]。
- 3月23日：
  - 美國加州新創公司相對論空間(Relativity Space）打造出一枚3D列印火箭，發射升空。高35公尺的這枚「人族1號」(Terran 1）火箭有85%是以3D列印打造[74]。
  - TikTok執行長周受資受邀出席美國國會眾議院「能源與商務委員會」聽證會作證，主題包括大数據安全疑慮、放縱有害內容、用戶隱私與保護、美國國家安全等等。周受資是這場聽證會唯一證人[75]。
- 3月25日——洪都拉斯宣佈与中華民國即日起断绝外交关系，并承认北京政府与其建立外交关系[76][77]。
- 3月27日：
  - 前中華民國總統、中國國民黨主席馬英九前往中國大陸展開12天的祭祖、交流行程，為中華民國卸任國家元首首次造訪中國大陸。預計馬英九將率馬英九基金會「大九學堂」青年學子一行會訪問南京、武漢、長沙、重慶、上海等中國大陸城市[78]。
  - 美國國會聯邦眾議院以415票對零票無異議通過法案，要求國務卿致力消除中华人民共和国在國際組織中的「開發中國家」標籤。「國會山莊報」（The Hill）報導，這項名為「中華人民共和國不是開發中國家法」（PRC Is Not A Developing Country Act）的法案 （页面存档备份，存于）將指示國務卿「尋求」向美國和中國參與的國際組織，將中國的地位從開發中國家重新歸類為中高收入國家、高收入國家或已開發國家，並提出付諸實行的機制[79]。
- 3月29日——瑞銀集團(UBS Group, UBS)表示，該公司已決定任命塞尔吉奥·埃尔莫蒂（英语：Sergio Ermotti）接替拉爾夫·哈默斯（英语：Ralph Hamers）出任新首席執行官，並稱這一變化是該公司計劃收購競爭對手瑞士信貸集團(Credit Suisse Group AG, CS, CSGN.EB)的結果[80]。
- 3月30日：
  - 英國億萬富翁理查·布蘭森（Richard Branson）創立的小型衛星發射公司維珍軌道公司（Virgin Orbit）因缺乏資金而將停止營運，並會解僱約90%員工[81]。
  - 美國前總統唐納·川普因涉嫌偽造商業記錄而被紐約州刑事起訴，成為美國歷史上第一位被起訴的前總統[82]。

### 4月
- 4月2日——天龍二號遙一運載火箭在中國酒泉衛星發射中心成功首飛。是由中國大陸民營航太企業的北京天兵科技公司研製，是中國大陸國內首枚民營液氧和煤油火箭[83]。
- 4月3日——美國航太總署睽違50年將重啟載人月球任務，首批4名太空人名單 （页面存档备份，存于）公布，這4名太空人將為歷史性的阿提米絲2號（Artemis II）近月飛行任務展開訓練，預計2024年11月起飛[84]。
- 4月4日——芬蘭正式成為北約第31個成員國[85]。
- 4月5日——中華民國總統蔡英文與美國眾議院議長凱文·麥卡錫在美國加利福尼亞州西米谷罗纳德·里根总统图书馆舉行會晤，是中華民國總統首次在美國會見美國眾議院議長[86]。
- 4月6日：
  - 圖勒空軍基地(Thule Air Base)是美國在格陵蘭島的軍事設施，在此進行導彈預警行動，美國太空軍已將此基地更名為皮圖菲克太空基地。美軍最北端的設施Pituffik位於格陵蘭島西北海岸北極圈以北約750英里處。此單位運營彈道導彈發射預警網絡，還提供美國和盟國政府衛星的遙測、跟踪和指揮控制[87]。
  - 中國船舶集團有限公司與法國達飛海運集團簽訂合作協定，協定包括建造2型16艘超大型貨櫃船。此次訂單包括12艘15000TEU甲醇雙燃料動力大型貨櫃船和4艘23000TEU液化天然氣（LNG）雙燃料動力超大型貨櫃船。標誌著中國躋身全球新型清潔能源動力船舶俱樂部[88]。
  - 中國大陸「中國石油」發布消息，大陸首個10萬噸級陸相頁岩油效益開發示範平台——大港油田滄東凹陷5號平台已正式投入生產。油頁岩可分為海相、湖相和陸相三種[89]。
  - 中國科學院所成立的商業太空公司CAS Space所研發的實驗型可著陸式小火箭，在山東省海陽市完成發射、盤旋、返回、著陸的測試，為「可重覆使用火箭」邁出了第一步。這次實驗的發動機，是飛機的渦輪噴射式發動機，不是真正的液體燃料火箭發動機。目前僅為測試平衡技術[90]。
  - 日本經濟産業省公布2022年度無現金支付比例上升至36.0%，支付金額首次突破100兆日元[91]
- 4月8日——中國大陸「中國石油」透露，於四川盆地首次在距今5.4億年的寒武系頁岩地層、距離地面超過4500米的地下，鑽獲了具有商業開發價值的高產工業氣流。頁岩氣主要是甲烷滯留在岩層中，與天然氣不同[92]。
- 4月9日——泰國皇家海軍向中國訂購的071型綜合登陸艦正式交付，這艘象島號登陸艦(HTMS Chang III)目前東南亞最大的現役軍艦，排水量超過2萬噸。該艦比泰國海軍現役的查克里·納呂貝特號航空母艦（HTMS Chakri Naruebet）要長，排水量也比後者的1.1萬噸高了接近一倍[93]。
- 4月10日——土耳其海軍的世界第一艘無人機航母安納杜魯號（TCG Anadolu)正式服役，它可望改變遊戲規則[94]。
- 4月12日——華納兄弟探索 (WBD-US)宣布，旗艦串流媒體服務HBO Max更名為「Max」[95]。
- 4月13日——五角大廈機密文件大舉外洩事件，聯邦調查局逮捕了21歲的傑克 泰謝拉（英语：Jack Teixeira），據FBI表示，他是麻州空軍國民警衛隊情報部門的成員[96]。
- 4月14日——根據聯合國数據，印度人口突破十四億。到今年年底，預估印度將達十四億二八六○萬人，中國大陸則為十四億二五七○萬人，相差近三百萬人。印度取代大陸，成為全球人口最多國，預示著全球秩序將有重大轉變，對經濟和地緣政治影響甚鉅[97]。
- 4月15日——苏丹爆發武裝冲突
- 4月16日——台灣棒壇偉大紀錄首次個人300轟誕生，由味全龍林智勝的職業生涯二十年所完成。
- 4月18日——中国北京民营医院长峰医院发生火灾，致29人死亡。[98]
- 4月19日——也門首都沙那舊城區一所學校派發開齋節施捨物資時發生踩踏事故，至少90人被踩死，322人遇害。[99]
- 4月20日：
  - 由SpaceX研发的SpaceX星舰与超级重型助推器，在SpaceX星港点火升空，并通过最大动压点，最终于发射后240秒启动飞行终止系统，测试部分成功[100]。
  - 日全环食（全食帶經過地区：东帝汶中部地区、印度尼西亚部分地区、澳大利亚东部地区；偏食地区：东南亚大部分地区（除越南北部地区）至东亚地区如：中国内地海南岛部分地区、东部地区如广东等地、香港与澳门部分地区、台湾岛、日本国南部地区。大洋洲地区：如澳大利亚全境）[101]。
- 4月24日——中國大陸航天科技集團六院一六五所35°02′32.47″N 109°01′53.18″E / 35.0423528°N 109.0314389°E「中國宇航新動力銅川試驗中心」的700噸液體火箭發動機試驗台首次考台試車成功。據悉該試車台為雙工位設計，基礎承載推力700噸，號稱亞洲最大推力。而這次的試車成功也意味著將可正式投入工程應用[102]。
- 4月25日：
  - 大韩民国科学技术信息通信部（科技部）和NASA在当地签署旨在强化太空探索合作的联合声明。总统办公室在新闻资料中表示，韩国以此为契机正式参与美国主导的载人月球探测阿提米絲計畫，两国将根据声明共同发掘和细化月球探测、全球定位系统、太空探测等领域的合作项目[103]。
  - 土耳其航太工業公司(TAK)研製的首架輕型教練機「噴射鳥」(Hurjet)，進行了首次飛行，全程不收起落架，飛行時間為26分鐘，整個飛行過程都相當順利[104]。
- 4月26日——日本航太新創公司ispace「白兔-R」M1登月艙(Hakuto-R Mission 1)凌晨展開降落月球之旅，預定在1小時後著落，但在降落時突與東京地面飛行控制人員失去聯繫。對此，ispace表示，最終必須假設任務以失敗收場[105]。
- 4月27日：
  - 6名聯合國特別報告員指控中國自2015年起強迫數十萬名西藏人參加威脅其文化認同，並可能導致強迫勞動的計畫[106]。
  - 土耳其旗手(Bayraktar TB2)無人機製造商——拜卡防務(Baykar Defense)在伊斯坦堡舉行的Teknofest 2023展覽會上公布了全世界第一台世界上首先搭載人工智慧(AI)功能的精確導引飛彈，推測為具備機械視覺，能夠自動辨別目標類型。名為Kemankeş(土耳其語意為弓箭手)，可以兼容拜卡防務現有的無人機平台來發射[107]。

### 5月
- 5月1日——美国联邦存款保险公司宣布接管宣告破产的第一信託銀行，转由摩根大通收购[108]。
- 5月2日——美國參議院無異議通過[109]支持並紀念世界量子日[110]。
- 5月3日——俄罗斯莫斯科克里姆林宫遭遇两架来历不明的无人机袭击[111]。
- 5月5日：
  - 半影月食：该月食发生在亚洲，大洋洲，非洲全境地區以及歐洲大部分地區的夜晚或凌晨。亦是自2020年1月10日月食之后的第二次食分最大的一次半影月食。[112]
  - 2023年东南亚运动会在柬埔寨首都金边摩罗多克泰科国家体育场开幕[113]。
  - 世界卫生组织宣布2019冠状病毒病疫情不再构成国际关注的突发公共卫生事件[114]。
- 5月6日——查爾斯三世和卡蜜拉王后加冕禮在英國倫敦的西敏寺舉行。[115]
- 5月7日——多個阿拉伯國家投票通過，批准敘利亞重返阿拉伯國家聯盟[116]。
- 5月8日：
  - 因加拿大港裔眾議員莊文浩在香港的家屬受到中國政府恐嚇和騷擾，加拿大政府宣布驅逐中國駐多倫多總領事館外交官趙巍[117][118]。
  - 中國大陸酒泉衛星發射中心成功發射的可重複使用試驗太空船，在軌飛行276天后，成功返回預定著陸場[119]。
- 5月10日——中天新聞台3年前申請換發衛星廣播頻道執照，被國家通訊傳播委員會（NCC）決議不予換照，退出有線電視第52台頻道，中天提行政訴訟救濟，請求法院撤銷處分並准予換照，再向NCC求償79億餘元，台北高等行政法院今撤銷處分，應依判決意旨做出適當之處分，可上訴 （页面存档备份，存于）。有關北高行針對中天新聞台換照案之判決，NCC表示遺憾並將提起上訴 （页面存档备份，存于）[120]。
- 5月11日——中國大陸首條懸掛式空中軌道列車「光谷空軌」於湖北武漢試乘發車，因列車懸掛在高架軌道下方，旅客可以在搭乘途中俯瞰城市景觀[121]。
- 5月13日——平流層發射系統公司宣布平流層發射雙體飛機已成功完成Talon-A（英语：Talon-A）分離測試，TA-0飛行器的分離釋放測試[122]。
- 5月14日：
  - 2023年土耳其大選舉行，议会选举由执政党正义与发展党取得多数席位。[123]
  - 披他·林乍伦拉率领的前進黨在2023年泰國眾議院選舉中取得多数席位。[124]
- 5月18日：
  - OpenAI開發的聊天機器人ChatGPT正式在美國推出iPhone APP版本，支援語音輸入[125]。
  - Rolls-Royce宣布已在英國德比的工廠成功完成了尺寸355cm(140inches)的UltraFan（英语：UltraFan）技術驗證機的首次測試。首次測試是使用100%可持續航空燃料（英语：Sustainable Aviation Fuel）進行的[126]。
  - 中國-中亞峰會是首次此類會議，彙集哈薩克斯坦、吉爾吉斯斯坦、塔吉克斯坦、土庫曼斯坦和烏茲別克斯坦的領導人。會議在北方城市西安舉行，這裡是古代絲綢之路的起點[127]。
- 5月19日——美國太空總署(NASA)宣佈，已批授杰夫·貝索斯(Jeff Bezos)擁有的航空航天公司藍色起源(Blue Origin)一項合同，為“阿提米絲5號”(Artemis V)登月計劃建造第二個月球著陸器，目標是在2029年之前再次將宇航員送上月球。兩年前， 藍色起源也曾參與競標，但是NASA把建造NASA初始載人登月系統的合同批給了埃隆·馬斯克(Elon Musk)所擁有的太空探索技術公司(SpaceX)，那套系統用於“阿提米絲3號”和“阿提米絲4號”計劃[128]。
- 5月21日：
  - 2023年东帝汶议会选举举行[129]。
  - 民間太空基礎設施開發商「公理太空」規劃的私人國際太空站（ISS）任務，公理2號從美國佛羅里達州發射升空，組員包括沙烏地阿拉伯首度派遣的2位太空人。當中，乳癌研究人員巴納威（Rayyanah Barnawi）成為首位上太空的沙國女性；沙國戰鬥機飛行員卡尼（Ali Al-Qarni）也加入這趟任務[130]。
  - 香港國泰航空地毯門事件
- 5月22日——Evolution Space製造的一枚探空火箭從墨西哥灣的一個浮動平台發射升空，用於測試海上的太空港公司(The Spaceport Company)營運浮動發射平台（英语：Floating launch vehicle operations platform）的計劃[131]。
- 5月25日——大韩民國自研火箭“世界”号第三次发射[132]。
- 5月26日——中國船舶大連造船自主設計的全球第一艘M350型浮式生產儲卸油船（英语：Floating Production Storage and Offloading）正式交付。這艘總長364公尺、寬64公尺、深33公尺、排水量達46萬餘噸，是目前世界上最大尺度的浮式生產儲卸油船。且每天可以處理原油22萬桶，相當於佔地10平方公里的陸地油氣加工廠[133]。
- 5月28日——中國大陸首架國產大型客機C919商業首航。班號為MU9191從上海虹橋飛往北京首都，再以MU9192的班號從北京首都飛回上海虹橋，單程的計劃飛行時長為2小時25分鐘，全程1077公里[134]。
- 5月29日——中國載人航天工程新聞發言人、工程辦公室副主任林西強正式表示，近期，中國載人月球探測工程登月階段任務已啟動實施，總目標是：2030年前實現中國人首次登陸月球，開展月球科學考察及相關技術試驗，突破掌握載人地月往返、月面短期駐留、人機聯合探測等關鍵技術，完成「登、巡、採、研、回」等多重任務[135]。
- 5月30日——中國大陸自主研發的新一代“爆轟驅動超高速高焓激波風洞（英语：Expansion tunnel）”(簡稱JF-22超高速風洞)通過專家組最後驗收。它可以複现40到100公里高空，速度约30倍音速的飛行條件，而且實驗時間長達130毫秒。並將投入中國天地往返運輸系統和超高速飛行器研發[136]。
- 5月31日：
  - 美國眾議院順利通過兩黨達成協議 （页面存档备份，存于）的債務上限法案、將送交美國參議院表決，此舉將緩解美國債務違約的疑慮[137]。
  - NASA第一次舉行關於UFO研究的公開聽證會議（英语：NASA's UAP independent study team），有關的詳細報告也將於7月公布。去年成立的專項小組研究UAP数據—UAP(Unidentified Anomalous Phenomena)被定義為「天空中觀察到的無法確定為飛行器或科學上已知自然現象的事件」。NASA的研究有別於美國國防部對於不明空中現象的調查，後者是由美國情報人員主導的研究行動[138]。

### 6月
- 6月2日：
  - 香港下午5時許，荷里活廣場內有一名男子手持一把12吋長刀襲擊兩女子，二人中刀身亡。[139]
  - 印度東部發生3列火車相撞的重大交通意外，迄今至少有288人死於這場意外。這是印度20多年來最慘重的鐵路事故。意外發生於晚間7時，地點在印度東部奧里薩省巴拉索爾的Bahanaga車站（英语：Bahanaga Bazar railway station）[140]。
- 6月3日——美軍印太司令部(U.S. Indo-Pacific Command)發布聲明證實，鍾雲號（USS Chung-Hoon DDG - 93)與蒙特婁號（英语：HMCS Montréal (FFH 336)）執行例行任務並依國際法穿越台海時，中國蘇州號驅逐艦(舷號：132)在鍾雲號附近以「不安全方式」執行一套動作，自左舷位置超越鍾雲號，並在距離150碼(約137公尺)處橫切船頭前方[141]。
- 6月4日——印度比哈尔邦巴加爾布爾縣在建中的阿格瓦尼-苏丹甘吉大桥再次发生坍塌，1人失踪。[142][143]
- 6月7日——中國大陸民營公司中科宇航的最大的固體運載火箭「力箭一號遙二運載火箭」在酒泉衛星發射中心執行第二次任務，成功發射「一箭26星」寫下大陸一箭多星最高紀錄[144]。
- 6月9日——冰島宣布8月1日起暫停駐俄羅斯大使館的運作，成為自俄羅斯入侵烏克蘭以來首個關閉俄羅斯大使館的國家[145]。
- 6月11日：
  - 塞爾維亞網球名將喬科維奇(Novak Djokovic)在法國網球公開賽(French Open)男單決賽，以7比6(7/1)、6比3、7比5，擊敗挪威好手路德(Casper Ruud)，順利封王，並締造了生涯第23座大滿貫冠軍的不可思議歷史紀錄，超越原本與他並列的西班牙高手納達爾(Rafael Nadal)的22座及已退役的瑞士好手費德勒(Roger Federer)的20座，三者被媒體稱為網球史詩級的GOAT(Greatest of all time，史上最偉大的)之爭，從2003年至2023年期間[146]。
  - 越南多樂省格昆县亚宵社和亚克图尔社的公安派出所发生枪击案，造成9人死亡、2人受伤，死者为4名公安警察、2名乡干部、3名普通公民，伤者为2名公安警察。警方已逮捕26名涉案嫌疑人[147]。
- 6月12日：
  - 主導全球6G國際標準制訂最重要的機構3GPP在台北召開全球第一場6G工作會議、全球6G技術標準首次正式提案，且這次正好是3GPP第100次會員大會，又適逢3GPP於8月改選主席及副主席等職位，業界形容這是一場全球6G版圖角力的前哨站[148]。
  - SpaceX 獵鷹9號(B1071-9 型號)火箭自范登堡太空基地發射Transporter-8（英语：List of spaceflight launches in January–June 2023#SpXTransporter8），數十顆小型衛星，其中包含 Varda Space Industries（英语：Varda Space Industries）的 飛行器Winnebago 1，該衛星將成為全世界第一個在太空環境測試高價值藥品製造的「工廠」，成品屆時透過衛星返回艙帶回地球[149]。
- 6月13日——迪士尼正式宣布，集團旗下11個頻道計畫退出台灣電視市場。NCC（國家通訊傳播委員會）已接獲迪士尼、國家地理頻道書面報請備查終止經營，NCC後續將依法定程序辦理[150][151]。
- 6月14日：
  - 歐洲議會以 499 票贊成、28 票反對、93 票棄權的結果通過了人工智能法案的草案[152]，隨後會與歐盟成員國就該法案的最終形式進行談判，目標是在今年年底前達成共識協議[153]。這些規範將確保歐洲開發及使用的人工智慧能完全符合歐盟的權利和價值觀，包括人類監督、安全、隱私、透明度、非歧視以及社會和環境福祉[154]。
  - 歐洲議會通過相關修法，將規定3C及可攜帶消費性電子產品必須能讓消費者輕易移除，或是更換電池。此次修法以587票贊成、9票反對，以及20票棄權形式通過，之後將由歐盟理事會正式同意後生效，並且透過歐盟官方公報對外公告[155][156]。
- 6月15日——中國大陸使用長征二號丁運載火箭，成功發射吉林一號高分06A星等41顆衛星，創下中國航天發射一箭多星新紀錄[157]。
- 6月18日——一艘載有觀光客深入海底探索沉船「鐵達尼號」殘骸的潛水器失聯，救難人員随后搜尋潛水器上的4名乘客和1名駕駛[158]，然而5人后来确认因潜水器内爆当场身亡[159]。
- 6月19日——美國國務卿布林肯告訴NBC新聞，他的北京之行(於18至19日訪問)標誌著穩定美中關係的「重要起點」，並稱兩國應該走出今年年初導致他訪陸行程延宕的間諜氣球事件。成為五年來首位訪問中國的美國國務卿，也是自拜登2021年1月上任以來，訪中的最高層級美國政府官員[160]。
- 6月21日——中华人民共和国宁夏自治区银川市兴庆区民族南街富洋烧烤店因烧烤操作间液化气罐泄漏发生爆炸事故，至少造成31人死亡、7人受伤，其中伤者为1人危重、2人中度烧伤、2人轻症、2人玻璃划伤[161]。
- 6月22日——在印度總理莫迪對美進行國是訪問之際，美國奇異航太公司宣布與印度斯坦航空公司簽署備忘錄，雙方將共同為印度空軍生產F414渦輪扇發動機，為光輝輕型戰鬥機Mk2（英语：HAL Tejas Mk2）提供動力。F414引擎推力2萬2000磅，美國F/A-18E/F超級大黃蜂戰機，以及南韓KF-21「獵鷹」（KF-21 Boramae）戰機，都使用這款引擎[162][163]。
- 6月23日——俄罗斯雇佣兵军团瓦格纳集团领导人叶夫根尼·普里戈任批评俄罗斯国防部编造借口入侵乌克兰后，俄罗斯正规军疑似向瓦格纳军团发动空袭，引发瓦格纳哗变[164]。俄罗斯联邦安全局宣布對普里戈任“涉嫌煽动军队叛乱”的行为进行刑事调查[165]。最终行动以普里戈任与白俄罗斯总统亚历山大·卢卡申科达成共识，不再向莫斯科进军落幕[166]。
- 6月25日：
  - 中美洲瓜地馬拉舉行總統大選。
  - 華爾街日報日前率先報導，探索鐵達尼號殘骸的觀光潛水器「泰坦號」十八日失聯後不久，美國海軍就偵測到爆炸聲，但不確定是否來自泰坦號。該報進一步報導，偵測到爆炸聲，可能是在冷戰期間建立的極機密海底偵察系統，稱為「聲波監聽系統」（SOSUS），用於追蹤蘇聯潛艦[167]。
- 6月27日——日本與南韓關係變差時，曾將南韓排除在適用貿易優惠的「白色名單」國家之外。日本政府內閣會議通過政令，7月21日起將南韓重新納入所謂「白名單」，重享貿易特殊待遇，兩國也因此邁出解決經濟爭端的重大一步[168]。
- 6月28日——美國五角大廈更新了与《捍衛戰士：獨行俠》電影製作公司合作的規則，禁止向計畫遵守或可能將遵守中國大陸政府電影審查要求以便在當地發行電影的導演提供任何協助[169]。
- 6月29日：
  - 法国多个城市爆发骚乱，抗议法国警察射杀17岁非裔青年纳赫尔·梅尔佐克，造成31人被捕、25名警察受伤、40辆汽车被纵火[170]。
  - 美國聯邦最高法院裁決推翻哈佛大學（Harvard University）和北卡羅來納大學（University of North Carolina）在一定程度考量種族因素的招生政策，並稱此舉違反了憲法。美國聯邦最高法院以6比3做出這項裁決[171]，剛好是保守派與自由派大法官的人數比例[172]。

### 7月
- 7月1日：
  - 香港新巴與城巴合併。
  - 歐洲太空總署（ESA）的歐幾里得（Euclid）太空望遠鏡，發射升空。
- 7月3日：
  - 香港警務處國家安全處宣佈懸紅100萬港元通緝袁弓夷、任建峰、郭鳳儀、郭榮鏗、許智峯、蒙兆達、劉祖廸及羅冠聰等八名流亡海外的香港民主派人士[173]。
  - 以色列軍隊凌晨對約旦河西岸北部城市傑寧地區和鄰近難民營發動20年來最大規模的軍事行動，造成8名巴勒斯坦人喪生、80多人受傷，其中17人傷勢嚴重。巴勒斯坦事後宣布停止與以色列方面的所有接觸和會晤，包括一切安全協調[174]。
- 7月5日——中核集團的官方微博公眾號公布，中核五公司日前已與中國第一家聚焦聚變能開發的商業公司正式簽訂了全高溫超導核聚變裝置總裝合同，承建全球首個全高溫超導核聚變實驗裝置。目前可控核聚變的技術路線可分三類，即重力場約束核聚變(太陽)、激光慣性約束核聚變(美國國家點火設施)、及磁約束核聚變(國際熱核融合實驗反應爐)。而在磁約束核聚變中，托卡馬克是已發展的最有希望利用熱核聚變發電的技術方案[175]。
- 7月6日：
  - 香港立法會三讀通過《2023年區議會修訂條例草案》，在出席的89人中，88票贊成、無人反對或棄權。這意味香港正式確認落實2023年香港區議會選舉改革方案。[176]
  - 俄羅斯國家技術集團（Ростех）的新聞辦公室宣布，第一架升級版圖波列夫Tu-160M戰略轟炸機現代化原型機已進入國防部和聯合航空製造公司（ОАК）的聯合測試階段[177]。
  - 源自日本大阪大學的初創企業EX-Fusion （页面存档备份，存于）（大阪府吹田市）將在日本國內建設對反覆發生雷射核融合反應的技術實施驗證的全球首個實證反應爐。最近通過面向風險投資公司（VC）等11家公司的第三方配股增資籌集了18億日元，準備用於一系列舉措。目標：1秒內發生約10次核融合反應。核融合反應是指氫等質量輕的原子核之間發生聚變，變成氦等質量重的原子核的反應。利用很少的燃料産生巨大的能量。理論上，利用1克燃料可以獲得跟約8噸石油同等的熱量[178]。
- 7月7日——日本原子能規制委員會以東京電力福島第一核電站處理水排放入海設備性能沒有問題為由，向東電發放檢查合格的證明[179]。
- 7月9日——中國大陸在酒泉衛星發射中心，使用長征二號丙運載火箭成功將衛星網際網路技術試驗衛星發射升空。學者表示，該衛星的升空意義重大，說明大陸已開始嘗試低軌衛星網際網路的網路建設[180]。
- 7月10日——英國軍工大廠BAE Systems公布，在蘭卡斯特郡沃頓主要生產基地創立的全新航太研發單位正式營運，並參考波音的幽靈工廠與洛克希德馬丁的臭鼬工廠，將新研發單位命名為獵鷹工廠(Falcon Works)[181]。
- 7月11日：
  - 人類世工作小組（英语：Anthropocene Working Group）(AWG)正式宣布，加拿大安大略省的克勞福湖(Crawford Lake)內的沉積物，證明地球約在70年前，因人類活動影響，已邁入了全新地質篇章 —— 人類世[182]。
  - 爭訟10年，存放於美國史丹佛大學近18年的前總統蔣介石和蔣經國的51箱文件所有權之爭，終於塵埃落定，位於加州聖荷西的美國區域法院（U.S. District Court）確定文件所有權將歸於中華民國國史館[183]。
- 7月12日：
  - 中國民營公司藍箭航天研製的朱雀二號遙二運載火箭發射成功， 成為全球首款入軌的液氧甲烷液體火箭，標誌著中國運載火箭在新型低成本液體推進劑應用方面取得重大突破[184]。液氧甲烷的推進效率高，推進劑的理論比衝高達390秒，僅次於液氫液氧推進劑。目前採用此種發動機的火箭有人族1號、SpaceX星艦、火神運載火箭。
  - SpaceX億萬富豪馬斯克(Elon Musk)宣布成立xAI，公司團隊由前美國科技巨擘工程師組成，希望創造OpenAI聊天機器人ChatGPT的替代品[185]。
  - 北韓使用十八輪機動車輛為載具，運載三節固體火箭的火星-18洲際彈道飛彈(ICBM)，這是在4月13日首度試射39°06′42.56″N 125°59′51.42″E / 39.1118222°N 125.9976167°E「火星-18」型飛彈後第二度發射。北韓表示，這枚飛彈飛行了1001.2公里，飛行時間4491秒，最高高度為6648公里，並準確地墜落在預定的海域，並稱這枚飛彈射程可能逾1萬5000公里，涵蓋美國全境[186]。
  - 中國載人航天工程辦公室公布了中國大陸載人登月的初步方案，首次揭露計劃在2030年前實現登月開展科學探索[187]。
- 7月13日：
  - 中國大陸一重集團承製全球首台海南昌江「玲龍一號」反應爐核心模組，由在一重大連核電石化有限公司竣工驗收、啟航發運，標誌著中國大陸在模組化小型爐技術創新和核電重大技術裝備國產化方面實現了「零」的突破，躋身世界前茅[188]。
  - 美國食品藥物管理局(FDA)批准避孕藥「Opill」可不用處方銷售 （页面存档备份，存于），也是美國第一款非處方避孕藥。「Opill」是一種「迷你丸」(mini pill)，只使用荷爾蒙黃體素(hormone progestin）。製造商培瑞克(Perrigo）稱FDA的行動是一個「里程碑」與「女性賦權的巨大飛躍」。該公司致力讓「Opill」對所有年齡的女性與人士都「便利與便宜」[189]。
  - 中國航空工業哈爾濱飛機工業公司研製的雙發渦槳通勤類飛機Y12F，已經拿到了歐盟航空安全局(EASA)頒發的型號合格證(EASA.IM.A.679-Y12F)[190]，這是中國國產飛機首次取得歐洲的型號合格證。在此之前，Y12F也在2015年12月10日獲得中國民用航空局(CAAC)的型號合格證，2016年2月22日獲得美國聯邦航空局(FAA)的型號認可[191]。
  - 美國太空軍太空系統司令部（英语：Space Systems Command）發布了「國家安全太空發射計畫次期階段」(next phase of National Security Space Launch（英语：National Security Space Launch） program)，宣布將招募第三家廠商加入太空軍機密任務較高的Lane 2發射任務行列。目前僅有ULA 和 SpaceX 有能力承攬太空軍 Lane 2 等級發射任務，第三家最有機會的是準備首次發射新葛倫火箭（New Glenn）重型可重複使用運載火箭的藍色起源（Blue Origin）[192]。
- 7月14日——印度太空研究組織(ISRO)的月船三號發射升空，再度挑戰4年前失敗的無人登月任務。如果這次登月艇順利軟著陸（英语：Soft landing (aeronautics)），印度將成為繼蘇聯、美國NASA、中國CNSA之後，世界第4個成功登月的國家，也是首個登陸月球南極的國家[193]。
- 7月16日——以居住正義及司法正義為訴求目標的「七月十六上凱道、公平正義救台灣」遊行在台灣台北市中正區凱達格蘭大道舉行，2024年中華民國總統選舉中國國民黨參選人侯友宜、台灣民眾黨參選人柯文哲和鴻海集團創辦人郭台銘以及時代力量主席王婉諭到場聲援[194]。
- 7月18日：
  - Fervo Energy （页面存档备份，存于）宣布公司在位於內華達州北部的發電廠進行為期30天的實驗，採用石油產業的技術，鑽了兩口約 2.3 公里深的井，彼此相差快 1 公里。其內部溫度達近攝氏191度。液體流速在高溫下可達每秒63公升，並產生3.5兆瓦(3.5 MW) 的電力，能一次性為 750 個家庭提供所需電力。研發的是增強型地熱系統，地熱系統要發電需三大要素：溫度、液體和石頭的滲透率[195]。
  - 駐韓美軍陸軍二等兵特拉维斯·金原定返回美國接受軍方懲處，但他隨後在仁川國際機場開溜，並到板門店參加共同警備區域（JSA）導覽團，最後在未經批准下擅自越過軍事分界線進入北韓，被北韓當局拘留。
- 7月19日——全球首台三峽集團與金風科技的16兆瓦(MW)超大容量海上風電機組在福建海上風電場成功併網發電[196]。
- 7月20日
  - 美聯準宣布其新的即時支付系統（英语：E-commerce payment system） FedNow（英语：FedNow）® 服務現已上線[197]。
  - 中國大陸騰訊集團正式宣布，旗下的微信支付已支持綁定國際信用卡，可在中國大陸超過千萬家的商戶消費。單筆交易金額人民幣200元及以下的交易，免收手續費。騰訊表示，為進一步提升境外用戶在中國大陸境內的行動支付體驗，騰訊與Visa、Discover GlobalNetwork（含Diners Club）、JCB、Mastercard等國際卡組織深化合作[198]。
- 7月23日：
  - 中國成功發射的銀河航太靈犀03星。衛星由銀河航太公司自主研製，配置超過10Gbps容量的毫米波多波束數位載荷，用於驗證下一代低軌寬頻衛星通信。它是中國首款使用柔性太陽翼的衛星，單層柔性太陽板厚度僅1mm左右，折疊狀態下主體厚度還不到5mm，在軌展開後長度約9米，寬度超過2.5米[199]。
  - 中國黑龍江省齊齊哈爾市第34中学體育館屋頂坍塌，造成11人死亡[200]。
  - 大韓民國3名科學家在未經同儕審查的論文網站arXiv上，宣稱透過改良過的鉛、氧、硫、磷結晶物質，在常壓常溫條件下(Tc≥400K,127°C)，合成超導材料。物理界的聖杯，超導體將繼ＡＩ、量子電腦、和新能源之後，成為強權大國之間科技角力的新競賽[201]。
- 7月24日：
  - 在反对派议员集体抵制及民众抗议下，以色列议会的执政党联盟以64比0通过司法改革方案[202]。
  - SpaceX富豪馬斯克將推特藍鳥商標換成X 新Logo正式上線[203]。
- 7月25日：
  - 美國航空運輸業朝2050年淨零排放再邁進一步。NASA與波音公司展示未來「永續飛行展示機」X-66A（英语：Boeing X-66）概念圖，預計徵詢美國各大航空公司意見，打造下個世代的新型客機[204]。
  - 美國眾議院透過口頭表決，通過《台灣國際團結法案》 （页面存档备份，存于），該法案是於2020年3月生效的《台北法》（全稱《台灣友邦國際保護及加強倡議法》）條文作出修改增補，立法意旨主張聯合國大會第2758號決議不涉及台灣，立法通過後美國將援引《台灣國際團結法案》，以對抗中國在國際組織中，利用扭曲第2758號決議條文，來打壓侵害台灣的舉動[205]。
  - 美國空軍研究實驗室（AFRL）宣布，人工智慧軟體成功駕駛了XQ-58A「女武神」（Valkyrie）無人戰機。實驗室在佛羅里達州艾格林測試訓練場（Eglin Test and Training Complex）和測試單位進行了3小時的出擊任務[206]。
- 7月26日：
  - 尼日尔发生军事政变，总统卫队推翻总统穆罕默德·巴祖姆政权[207]。
  - 美國眾議院監督次級委員會召開關於不明飛行物（UFO）問題的聽證會，3名退役軍人(Ryan Graves（英语：Ryan Graves (pilot)）、David Fravor、David Grusch（英语：David Grusch UFO whistleblower claims）)在聽證會上[208]就UFO現象作證並警告說，相關目擊事件屬於國安問題，而美政府對此過於保密，為此他們推動美議員呼籲政府對UFO現象相關研究增加透明度[209]。
  - 美國航太總署NASA和美國国防高级研究计划局(DARPA)，指定世界最大軍工集團洛克希德·马丁公司(Lockheed Martin)與BWXT（英语：BWXT）合作，開發高比衝的核熱推進技術 (Nuclear-Thermal Propulsion,NTP)，也就是核動力太空火箭。希望在2020年代後期，將核熱動力示範平台(Demonstration Rocket for Agile Cislunar Operations,DRACO)在地球軌道上展示[210]。
- 7月28日：
  - 台積電全球研發中心自詡為「台灣的貝爾實驗室」24°46′01.85″N 121°00′34.86″E / 24.7671806°N 121.0096833°E正式啟用，該座研發中心攸關台積電未來20、30年研發大計，創辦人張忠謀出席見證關鍵時刻[211]。
  - 2021年夏季世界大学生运动会开幕式在中国四川省成都市东安湖体育公园体育场举行[212]。
  - 中華民國立法院三讀通過「性別平等教育法」部分條文，明定禁止未成年「師生戀」，在成年學生方面，三讀條文明定，校長或教職員工不得利用不對等的權勢關係發展親密關係[213]。
- 7月29日：受台风杜苏芮影响，中国北京市降下连日暴雨，造成11人死亡、27人失踪。累计降雨量近1,000毫米，超越2012年的特大暴雨[214]。
- 7月30日——巴基斯坦發生爆炸案，造成63人死亡，200人受傷，伊斯兰国呼羅珊省宣布为此次袭击负责。
- 7月31日：
  - 緬甸軍政府以確保國防軍總司令敏昂萊能夠圓滿完成其職責為由宣布延長緊急狀態六個月，為軍事政變以來第四次[215]。
  - 中國大陸自主設計建造的全球最大級別長度279米，寬48米，可以裝載15.5萬噸的原油行駛22000海里，動態定位（英语：Dynamic positioning）穿梭油輪（英语：Shuttle tanker）諾思先鋒號(NS PIONEER)交船儀式在巴西里約熱內盧舉行，這也意味著諾思先鋒號將正式投入營運[216]。
  - 來自中國大陸、西班牙和英國的國際團隊發表在人類演化期刊（英语：Journal of Human Evolution）上，考古學家於2015年在中國安徽省華龍洞遺址，發現距今約30萬年的古代頭顱化石，跟過去所發現過的任何史前人類化石都不同，根據最新的研究結果，可能指向人類物種樹中的一個新分支。科學家們相信，約始於30萬年前的晚更新世中期是人類演化的一個關鍵時期，涉及人或緊密相關物種(被視為人類)的演化，包括現代智人[217]。

### 8月
- 8月1日：
  - 債信評比公司惠譽（Fitch）宣布，把美國政府的債信評等從頂級的「AAA」降1級至「AA+」，理由是未來三年期間「財政惡化可期」，而且政府債務負擔既高，還與日俱增[218]。
  - 德國武器製造大廠萊茵金屬為了打造美國F-35隱形戰機機身，在德西的韋策為新廠舉行破土開工儀式。打算從2025年起在新廠展開相關作業。而這是俄羅斯侵略烏克蘭後，德國武器製造商首度做這類投資[219]。
- 8月3日：
  - 美國軍工巨擘諾斯洛普·格魯曼公司（Northrop Grumman）宣布高超音速能力中心（Hypersonics Capability Center, HCC)正式開張，作為高超音速製造工廠，旨在滿足美國國防部對於高超音速推進系統的需求，緊追中俄和北韓[220]。
  - 印度政府發布一份通知，表示即日起限制筆記型電腦（ＮＢ）、平板電腦和個人電腦（ＰＣ）的進口，以推動本土製造業的發展[221]。
- 8月4日：
  - 因應極端高溫導致多人中暑，英國隊伍率先宣佈退出韓國世界童軍大露營活動，隨後美國隊伍也於5日宣布退出[222]。
  - 印度西部塔爾沙漠（Thar Desert）最新出土的恐龍遺骸，可追溯至1.67億年前，是目前紀錄中最古老的梁龍科恐龍化石，也是最古老的食草恐龍。學者指出，從研究發現可證明，印度大陸是其他脊椎動物群體起源和演化史上的重要地點[223]。並已在《自然》期刊刊載其研究結果[224]。
- 8月6日——中华人民共和国山东省德州市平原县发生里氏地震規模5.5級的地震，震源深度10千米[225]。
- 8月7日：
  - 考量卡努颱風可能直撲朝鮮半島，在南韓舉辦的世界童軍大露營宣布提前拔營，各國代表團8日陸續撤離[226]。
  - 美國太空軍發布的特別通知(special notice)中表示，打算向諾格公司提出唯一的RFP（徵求建議書），以完成第2、第3個DARC站點。諾格公司於2022年2月先贏得了一份價值3.41億美元的合約，開發深太空先進雷達能力( Deep Space Advanced Radar Capability , DARC)，主要是追踪地球同步軌道高度的物體，有效的探測、識別和保持感知。理論上只需3座就能覆蓋全部空域，於印太地區開發第一個 DARC 站點，第二個和第三個站點預計在歐洲和美洲[227]。
- 8月8日：
  - 美國夏威夷毛伊島（Maui）遭野火強勢侵襲，死亡人數攀升至115人，總統拜登宣布為重大災難，下令動用聯邦資金救災[228]。
  - 台積電宣布與博世（Bosch）、英飛淩（Infineon）和恩智浦（NXP）等歐洲半導體大廠，共同投資位於德國德勒斯登（Dresden）的歐洲半導體製造公司（英语：European Chips Act）（ESMC）[229]，製造從12～28奈米製程的晶片，總投資將超過100億歐元[230]。
- 8月9日：
  - 2023年厄瓜多爾總統選舉候選人費爾南多·維拉維森修在首都基多出席競選集會後遭不明人士槍擊身亡[231]。
  - 已故物理學家大衛‧派恩（英语：David Pines）1956年預測稱為「派恩之惡魔」（英语：Pines' demon）的重要量子現象，伊利諾大學物理學家Peter Abbamonte偶然在名為釕酸鍶(Strontium Ruthenate，Sr2RuO4)的新型超導材料發現此現象，代表首次在化學平衡三維金屬辨識到，發表在自然期刊[232][233]。
  - 美國海關與邊境保護局基於「資訊自由法」（US Freedom of Information Act）要求，「悄悄」公布10部和UFO報告[234]有關的影片，以及長達389頁的報告[235]。
- 8月10日：
  - 中國大陸《天津日報》報導，天津華信泰科技有限公司建設的中國首條晶片原子鐘生產線，日前在濱海高新區落成投產。晶片級原子鐘屬於電子資訊技術中時間頻率技術領域的核心基礎器件，具有授時精準度高、功耗低、體積小等特點，適用於衛星導航授時、通信同步、水下探測採用海底勘探節點（OBN)（英语：Reflection seismology#Marine survey acquisition (Ocean Bottom Nodes (OBN))）等應用領域，具有廣泛應用空間[236]。
  - 美國費米實驗室（FermiLab)發表最新研究結果[237]，認為有一種未知力量作用於緲子（muon），有可能是發現了第5種新的自然基本力。自然界的四大自然基本力分別為重力、電磁力、強核力與弱核力[238]。
  - 中國航天發射地衛智慧應急一號是首顆以人工智慧載荷為核心、具備智慧作業系統的人工智慧衛星。它擁有超過百億級的電晶體數量，每秒可以執行80兆次浮點運算，讓這顆衛星不再僅限於簡單的拍攝和資料收集，而是能夠實現更加複雜的任務[239]。
- 8月11日——俄羅斯聯邦太空總署研制的月球登陸器月球25號於東方太空發射場發射升空，是俄羅斯1976年來的首個月球登陸器[240]。
- 8月12日——新加坡星展銀行買下美國花旗銀行在台灣的消費金融業務，自本日起正式轉移，全台44間分行、66台ATM正式走入歷史。十四日順利整併完成，成為在台最大的外商銀行[241]。
- 8月16日——美國空軍宣布[242]JetZero航空飛機公司獲得混合翼飛機(BWB)的開發權，預計在2027年之前交出全尺寸驗證機[243]。
- 8月17日：
  - 中國大陸支付寶在2023合作夥伴大會上宣布，推出全新國際版，境外遊客下載註冊支付寶進入國際版，就可綁定主流國際卡組的銀行卡，例如Visa、Mastercard、Diners　Club、Discover、JCB等，獲得與大陸用戶同樣便捷的支付體驗[244]。
  - 中國大陸商務部今年四月宣布將對台灣展開貿易壁壘調查，發言人束珏婷表示，初步調查認定，台灣對大陸存在貿易壁壘。十八日中共中央台灣工作辦公室進一步表示，台灣違反了ＥＣＦＡ條款，中共中央台辦支持相關部門將採取的措施[245]。
- 8月18日：
  - 美國總統拜登、日本首相岸田文雄與南韓總統尹錫悅在華府郊外的大衛營，召開這三國首次專程、單獨的高峰會[246]。
  - 中國科學技術大學潘建偉、苑震生等與北京清華大學馬雄峰、復旦大學周遊合作，使用光晶格（英语：Optical lattice）中束縛的超冷原子，通過製備二維原子陣列、產生原子比特糾纏對、連接糾纏對的分布擴展方式製備了多原子糾纏態，並通過顯微學技術調控和觀測了其糾纏性質，向製備和測控大規模中性原子糾纏態邁出重要一步[247]。這項研究成果近日發表在國際權威學術期刊《物理評論快報》上，美國物理學會（Physics）以〈光晶格量子電腦的里程碑〉（Milestone for Optical-Lattice Quantum Computer）為題作了報導[248]。
- 8月20日——中華民國的路權團體「行人零死亡推動聯盟」發起「還路於民大遊行」，下午在台北凱達格蘭大道正式登場[249]。
- 8月21日：
  - 英国曼彻斯特刑事法院（英语：Manchester Crown Court）判处杀害7名婴儿的护士露西·莱比终身监禁，为现代英国历史上杀害儿童最多的连环杀人犯。[250]
  - 中美洲議會通過尼加拉瓜黨團提出的「排台納中」案，台灣外交部表示為維護國家主權及尊嚴，決定即日起正式退出中美洲議會[251]。
- 8月22日——一艘安裝巨型特殊風帆翼的貨輪羅盤海洋號（英语：Pyxis Ocean），開始了它的處女航，從中國大陸，中途停靠新加坡，航向巴西，橫越整個太平洋。風帆翼(WindWings)可從海風當中取得輔助動力，也就能夠節省燃油量。這一次航行將會持續紀錄燃油效率，假如成效不錯，未來有可能成為遠洋貨輪的輔助動力。這是由英國BAR科技公司(BAR Technologies) 開發、由挪威亞拉海陸科技(Yara Marine Technologies)生產的開創性技術[252]。
- 8月23日：
  - 由印度空间研究组织研制的月球探测器月船3号在月球南极成功着陆，标志着印度成为继美国、苏联和中国后，第四个探测器在月球实现软着陆的国家，同时也是第一个探测器在月球南极附近成功着陆的国家[253]。印度總理莫迪也宣布，要將8月23日登陸月球這天，訂為「全國太空日」。
  - 一架巴西航空工業萊格賽600客机在俄罗斯特维尔州库任基诺墜毀，造成机上的瓦格纳集团首脑叶夫根尼·普里戈任及德米特里·乌特金等8人死亡。[254]
  - 挪威在北海Hywind Tampen建造的全球最大浮動式風力發電場正式啟用，由11台容量各達8.6百萬瓦(MW)的風力渦輪機組成。與固定在海床上的離岸風力渦輪機不同，浮動式渦輪機顧名思義安裝在錨定於海床上的浮動結構上。因水域更深且遠離海岸處，風勢更穩定也更強，不過造價也較高[255]。
  - 街口支付、全支付、玉山銀行共同宣布，與日本最大行動支付業者PayPay攜手，透過「HIVEX跨境支付合作平台」，這個平台是由來自美國的區塊鏈技術公司TBCASoft（美商鏈通科技）花費了7年時間打造而成，提供台灣民眾在日本境外支付的體驗[256]。
- 8月24日：
  - 日本得到國際原子能機構認可後，在部分國家和民眾的反對聲音中，在日本時間下午兩點對太平洋排放福島核污水。[257][258]中國大陸海關總署網站發布關於全面暫停進口日本水產品的公告[259]。
  - 同日，一群韩国大学生闯入日本驻韩大使馆以表达对福岛核污水排海的不满，[260]随后被警方逮捕[261][262]。
  - 諾斯洛普·格魯曼宣布[263]，已交付一款新型、體積僅 0.3 立方公尺的微型雷射武器「幽靈」（Phantom）給美軍，預計將進行後續一系列測試工作。幽靈功率為 10kW，比起陸軍開發中的 DE M-SHORAD 上 50kW 為低，而幽靈本體是雷射發動裝置，還需要連接上電源和光學發射系統才能進行射擊[264]。
  - 日本大阪府門真市的Costco，開始銷售Starlink的標準硬件[265]。
- 8月25日——據《南華早報》報導，中國大陸海軍正在測試世上最強的電磁線圈砲(coil gun)，以極高速精準地射彈。又名為高斯砲(Gauss guns)，或是磁加速砲(magnetic accelerators)，特點在於砲管外有一連串線圈。而發射時，砲彈通常在線圈中央，以助使它保持直線飛行，避免接觸砲管[266]。
- 8月28日——美國商務部長雷蒙多訪陸，美國商務部表示，中國和美國今天同意成立工作小組，「以尋求貿易和投資問題的解決方案，促進美國在中國的商業利益」[267]。
- 8月29日：
  - 俄羅斯使用全自產組件的SJ-100 短途客機，已完成了首次飛行，這是俄羅斯擺脫西方鉗制的重要一步。這架純俄國零件的SJ-100，試飛持續了約54分鐘，飛行高度3000公尺，最高時速達到343公里[268]。
  - 中國大陸電信設備巨擘--華為宣布，華為Mate系列手機自2013年發布以來，累計發貨達到1億支。而公司推出「HUAWEI Mate 60 Pro先鋒計劃」，讓部分消費者提前體驗新一代旗艦Mate 60 Pro。Mate 60 Pro成為全球首款支持衛星通話的大眾智能手機，即使在沒有地面網絡訊號的情況下，也可以撥打、接聽衛星電話[269]。採用的是中芯所生產的新款「麒麟9000」晶片，這是頭一款採用中芯最先進7奈米製程技術的晶片[270]。這款Mate60 Pro是華為強勢回歸市場的首款 5G手機，甚至意味著華為與中芯國際已聯手突破美國對5G晶片的封鎖[271]。
- 8月30日——中國大陸首批通過《生成式人工智能服務管理暫行辦法》備案的8家大模型，分別為上海的商湯的「商量SenseChat」、MiniMax「ABAB大模型」、上海人工智能實驗室「書生通用大模型」。還有北京的百度「文心一言」、抖音「雲雀大模型」、百川智能「百川大模型」、清華系AI公司智譜華章旗下「智譜清言」，以及中科院旗下「紫東太初」[272]。
- 8月31日：
  - 馬來亞66週年獨立日
  - 马来西亚沙巴邦兰瑙县早晨发生3.7级轻微地震。[273]
  - 南非約翰內斯堡一座住宅樓發生致命火災，造成76人死亡、88人受傷，是南非歷年傷亡人數最多的火災事故。[274]

### 9月
- 9月1日：
  - 俄羅斯聯邦太空總署（Roscosmos）署長波瑞索夫（Yuri Borisov）說，俄國已部署先進的薩爾馬特（Sarmat）洲際彈道飛彈。由陸基發射井發射的薩爾馬特飛彈能攜帶多個核彈頭，將取代R-36「沃耶沃達」（Voevoda,北約代號SS-18）洲際彈道飛彈。R-36在北大西洋公約組織（NATO）內部有「撒旦」（Satan）的暱稱，薩爾馬特作為取代R-36的武器，被西方國家暱稱為「撒旦2號」（Satan II）[275]。
  - 2023年新加坡总统选举举行，尚達曼以超過七成得票當選總統。[276][277]
- 9月2日——印度太空研究組織(ISRO)在近中午時發射其首個太陽研究任務「太陽-L1號」，該探測器將花約4個月到達預定定點。「L1」代表拉格朗日點(Lagrange point 1)，即太陽-L1號預定前往的地點，距離地球約150萬公里，約是地球到太陽距離的1%[278]。
- 9月3日：
  - 甫於8月訪問中國大陸的美國商務部長吉娜·雷蒙多，在美國國家廣播公司(NBC)播出的訪談中表明，美方正企圖運用針對中國的半導體銷售限令，扼殺中國的軍事能力。在2033年年底前，美國將擁有一個很大、很有深度、世界上最好的半導體生態系統，包括研發在內，就在美國國內[279]。
  - 美國商務部長雷蒙多接受美國有線電視新聞網（CNN）訪問時重申了美方限制AI(人工智慧)尖端晶片對中國出口與尖端技術對中投資的強硬立場。還聲稱，美國有望在2030年前擁有一個「世界上最好的半導體生態系統……我們在半導體設計方面已經處於世界領先地位」[280]。
  - 中華人民共和國歌手王芳與一群中國博主到訪俄佔領烏克蘭領土，其中王芳在馬里烏波爾圍城戰期間被夷為廢墟的頓內次克州學院戲劇院陽台上演唱蘇聯歌曲《喀秋莎》，引起烏克蘭舉國震怒[281]。
- 9月4日——香港麥當勞於官方臉書宣佈，咖啡正式與顧客道別並暫停供應，包括凍、熱優質濃香咖啡和優質即磨咖啡，供應至今日的18:00。改以新品牌McCafé的出現[282]。
- 9月5日——星河動力航太科技公司的穀神星一號海射型運載火箭成功地將天啟星座21-24星共4顆衛星送入800km預定軌道，創下中國大陸首次由民營企業在海上實施發射衛星成功的記錄[283]。
- 9月6日：
  - 美國奧斯塔造船廠（英语：Austal USA）宣布，已獲得為美國海軍承造3艘LCU 1700設計通用登陸艇，替換老舊的現役LCU 1610系列設計登陸艇，該合約還包括後續9艘選擇權以及後續的支援服務工作。美國海軍網站指出，LCU／LCM機械化登陸艇之所以甚難被淘汰，主因是多功能的特性，能在軍事與人道主義救援任務上發揮重大價值，而LCU則載運能力達氣墊登陸艇的2倍，而航程更是達6倍之多，甚至還能在海上連結成為臨時堤道，協助登陸部隊滾裝卸載（roll-through)[284]。
  - 朝鮮中央通訊社報導，北韓第一艘「戰術核攻擊潛艦」金君玉英雄號40°01′20.85″N 128°09′46.21″E / 40.0224583°N 128.1628361°E舉行下水儀式[285]。
- 9月7日：
  - 繼印度達成歷史性登月任務後，日本JAXA發射搭載暱稱「月球狙擊手」的小型無人探測器SLIM，以降落在距離月球上特定地點100公尺以內為目標，遠低於通常的數公里誤差範圍[286]。這是日本第三次挑戰登月，可望躋身登月國家前5名行列。
  - 中國大陸國家鐵路集團宣布，東南亞首條高鐵在印尼的雅萬高鐵正式開通運行，兩地間最快旅行時間由3.5小時壓縮至40分鐘。10月初，將正式售票開始商業營運[287]。
  - 因颱風海葵殘餘雲帶影響，中國廣東珠三角地區降下暴雨，香港天文台一小時降雨量突破1884年有史以來最高紀錄。[288][289]
  - 法國天文學家發現了第一個星系泡泡(Bubble of Galaxies)在「天文物理期刊」發表，這個龐大到幾乎難以想像的宇宙結構，被認為是大霹靂後留下的殘餘物，坐落在銀河系後院。這個泡泡直徑10億光年，比銀河系寬1萬倍。研究證實了美國宇宙學家皮博（Jim Peebles）1970年率先描述的現象；皮博後來成為諾貝爾2019年物理學獎得主。皮博當時推論，在原始宇宙（當時是熱電漿組成）中，重力和輻射的攪動產生了稱作重子聲學振盪的聲波，而隨著聲波穿過電漿，便製造出泡泡。在大霹靂後的38萬年左右，這個過程隨著宇宙冷卻停了下來，氣泡的形狀隨之凍結。後來隨著宇宙擴張，泡泡變得更加巨大，類似大霹靂後的其他殘餘物[290]。
- 9月8日：
  - 摩洛哥马拉喀什-萨菲大区发生里氏6.8级地震，至少632人死亡、300多人受伤[291]。
  - 美國白宮西廂地下室，占地5500平方呎的白宮戰情室，向來是美國最神秘的禁地之一。白宮記者難得獲邀，在國安會官員帶領下，參觀新裝修完成的白宮戰情室。這次改建耗時一年，花費5000萬美元，8月完工，往地下更深入五呎，增加更多現代科技，24小時監視全球各地重要發展的情報收集、分析、研判、反應中心[292]。
- 9月9日：
  - 在印度G20峰會上，有55個成員國的非洲聯盟正式成為G20常任成員，代表提升至與歐盟同等地位[293]。
  - 美國紐約州州長凯茜·霍楚尔簽署法令，宣布農曆新年(Lunar New Year)成為全州公校法定假期[294]。
- 9月10日：
  - 在印度G20峰會上，美國、歐盟、印度、中東國家宣布，將建立「印度-中東-歐洲經濟走廊」，包含船運與鐵路連結，把南亞與中東和歐洲連結起來，與中國大陸「一帶一路」倡議互別苗頭，並且促進經濟成長與政治合作[295]。
  - 中国成都天府国际机场飞往新加坡樟宜机场的CA403航班发动机起火，飞机于下午4时14分降落樟宜机场，乘客安全撤离[296]。
- 9月11日：
  - 據中國海警局晚間消息，中國海警船近期完成了2023年北太平洋公海漁業執法巡航任務，官方消息指出，此次巡航45天最遠至東經180度（國際換日線）以東的北太平洋公海[297]。
  - 地中海热带气旋丹尼尔在利比亚东北部引发洪水，至少造成2500人死亡，7000人失踪。[298]
  - 俄烏戰爭未歇，擁有百年歷史的烏克蘭國家交響樂團（烏克蘭語：Національний заслужений академічний симфонічний оркестр України）全團79人，浩浩蕩蕩跨越逾8000公里、3天路程來到台灣，今日起將展開3天全台巡迴演出[299]。
- 9月12日：
  - 中國大陸央視新聞報導，「海洋地質二號」科考船搭載著大陸首套海洋漂浮式溫差能發電裝置，近日在大陸南海水深1900米處海域開展了首次海上試驗。試驗發電總時長超過4小時，最大發電功率16.4千瓦(kW)[300]。
  - 蘋果公司iPhone 15系列的新款手機全面搭載USB-C連接埠[301]。
  - 越南河內青春郡姜下街一幢公寓樓突發火災，至少造成56人死亡、35人受傷[302]。
- 9月13日：
  - 朝鲜劳动党总书记兼国务委员长金正恩与俄罗斯总统弗拉基米尔·普京在俄罗斯阿穆尔州东方航天发射场举行首脑会谈，討論了將朝鮮太空人送上太空的可能性。[303]
  - 美國國防部 (DOD)再次加注資金，以推動微型核反應爐（英语：Nuclear microreactor）(microreactor)的研發工作。新創企業X-energy（英语：X-energy）公司獲得一份為期一年的合約，以完善微反應爐的設計。該公司成為第2個受到國防部肯定的微型核能設計公司。2019年，美國國防授權法案中，有一項國防部(DOD)和能源部 (DOE)共同制定的小型機動式核電設備計畫，稱為「貝利專案」（英语：Project Pele），求一種能夠產生 1~5百萬瓦時(MWe)電力的高溫氣冷型 (HTGR) 機動微反應爐，並且至少3年不需再添燃料。該競賽於 2021 年 3 月結束，最終由核燃料供應商BWXT先進科技公司（英语：BWX Technologies）的設計獲勝[304]。
  - 歐洲議會通過新規，將逐步提高歐盟機場使用永續航空燃料（SAF）（英语：Aviation biofuel#Sustainable aviation fuels）的占比以落實航空業減碳，目標是在2050年達到70%。關於永續航空燃料的新規則以518票贊成、97票反對、8票棄權獲得通過[305]。 一旦歐盟理事會批准，新規則將於2024年1月1日起適用，2%的航空燃油必須是可持續的規定將於2025年1月1日起適用[306]。
  - 日本千葉大學的科學家在內的一個國際團隊現在已經第二次成功測量了物質的總量。在《天文物理期刊》上發表的報告中，研究小組確定物質佔宇宙物質和能量總量的31%，其餘由暗能量所組成。Mohamed Abdullah博士解釋說，宇宙學家認為，只有大約20%的總物質是由普通或重子物質組成的，其中包括恆星、星系、原子和生命。大約80%是由暗物質構成，暗物質的神秘性質尚不清楚，但可能由一些尚未發現的亞原子粒子組成[307][308]。
- 9月14日：
  - 台北國際航太展2023的太空科技產業區的規模可謂是歷年最大，門口的一支縮尺寸火箭模型，是國家太空中心(TASA)有史以來最具雄心的目標，計畫在2030年自主發射。根據場內資料簡介，這枚衛星運載火箭(TASA Launch Vehicle)的實際高度25公尺，直徑2.2公尺，重量37公噸，採3級分離設計，酬載量為200公斤級，目標是300公里的低地軌道。採用混合燃料火箭引擎，熱塑式固體燃料搭配過氧化氫氧化劑，目前已完成引擎基礎設計，正在進行材料耐熱的測試[309]。
  - 第六屆中國天津國際直升機博覽會（直博會）在天津空港經濟區航空工業天津民用直升機產業化基地開幕，會期四天。本屆直博會有共軍陸軍某旅「風雷」飛行表演隊多課目適應性訓練、陸航多型裝備首次參展等亮點。陸軍航空兵的「風雷」飛行表演隊是共軍新組建的武裝直升機專業飛行表演隊，成立於2013年。是世界上唯一由陸軍航空兵組織的飛行表演隊[310]。
- 9月15日：
  - 諾貝爾獎基金會(Nobel Foundation)宣布，將為下個月即將頒發的諾貝爾獎提高獎額，獲獎者將可領到近100萬歐元獎金。今年每個獎項的獎金將增加8萬4000歐元(約新台幣285萬元)，這意味著2023年的得獎者將能獲得92萬4000歐元(約新台幣3141萬元)。這將是諾貝爾獎一百多年歷史以來最高獎金金額[311]。
  - 《日本時報》(Japanese Times)援引美國軍方半官方媒體《Stars and Stripes》報導，美國軍方計畫在在日本設立太空軍指揮中心(Space Command)，旨在加強日本與美國在應對中國大陸逐漸擴展的太空軍事應用以及朝鮮核武和彈道飛彈發展方面的合作[312]。
- 9月16日——瓦格納集團被大不列顛及北愛爾蘭聯合王國列為恐怖組織。[313]
- 9月17日——中國科學院宣布，由中國科學技術大學和中國科學院紫金山天文台大視場巡天望遠鏡聯合研製的墨子巡天望遠鏡正式啟用，安置於青海省冷湖鎮海拔4200米的賽什騰山天文台址38°36′23.48″N 93°53′44.91″E / 38.6065222°N 93.8958083°E，是一台大視場光學成像望遠鏡。該望遠鏡主鏡口徑2.5米，配備7.65億像素大靶面主焦相機，觀測波段為320奈米至960奈米，同時並發布仙女座星系開光圖片[314]。
- 9月18日：
  - 澳洲氣候變遷與能源部長克里斯·鮑文向媒體表示，如果澳洲要把所有燃煤火力發電廠淘汰，改由小型核能反應爐（SMR)來取代，成本高達3,780億澳幣(2,490億美元，近8兆台幣)。他說，澳洲需要71座小型核能反應爐來取代整體210億瓦(21GW)的火力發電廠。小型核能反應爐的支持人士包括比爾蓋茲與巴菲特，主要發展業者近期面臨的成本上的挑戰[315]。
  - 印度國會為期5天的特別會議召開，反對派國會議員關注執政陣營是否提出「爭議性」議案或決議，例如國會和各地方議會選舉同步化及更改印度國名。把印度國名從印度（India）改為古梵文「婆羅多」（Bharat）的決議案。支持更改國名的政界人士認為，「印度」這個名稱是由殖民者英國所取，應予更換，以回歸本土；反對者則指稱，「婆羅多」一詞的印度教民族主義色彩濃厚，以此為國名形同把印度教理念強加於非印度教徒[316]。
  - 花旗集團（Citigroup）宣布創建並試行用於現金管理和貿易融資資產代幣化服務「Citi Token Services」，該服務將使用區塊鏈和智慧合約等技術為機構客戶提供數位資產解決方案，將其存款轉化成數位代幣並即時發送到全球各地[317]。
  - 新加坡政府官員宣布，新加坡樟宜機場2024年起將引入自動化驗證出入境檢查，部分旅客無需護照，只要利用生物辨識資料就能夠出入境。這將讓新加坡成為全球首波免護照出入境通關的國家之一[318][319]。
  - 美國參議院多數黨領袖舒默(Chuck Schumer)表示，未來參院的警衛不再需要擔任「服裝糾察隊」，參議員也無須遵守正式的服裝規定。參議院原本有嚴格的服裝規定，議員必須穿西裝等正裝進入議場。但參院最近取消這項規定，外界普遍認為，都是為了去年11月為民主黨立下大功、成功保住參議院過半席次的賓州參議院費特曼(John Fetterman)[320]。
- 9月19日——據南華早報報導，《海軍工程大學學報》9月版上的研究論文說，中國大陸已為高能武器研製出世界最強的電池，40165電池可能是世上第一個像超級電容器（supercapacitor）般，能快速釋放能量的電池。論文中說，這款輕巧的超級電池能為高能電磁砲、亞音速武器、電磁發射器、雷射武器，還有「主動相位雷達」（Active Phased Array Radar, APAR）等需要極高供電量的武器裝備提供電源[321]。
- 9月20日：
  - 華為輪值董事長孟晚舟在華為全聯接大會2023上最新發表主題演講表示，當前，人類社會正加速邁向智慧世界，数據正在爆炸式增長，智慧技術也在突飛猛進，以強大算力為基礎的各種模型和算法不斷湧現，應用場景日益豐富，創新的「矢量效應」更加凸顯，未來超越想象。華為將從過去十年從All IP到All Cloud，正式啓動全面智慧化（All Intelligence）戰略，持續打造堅實的算力底座，滿足各行各業多樣性的AI算力需求，做厚「黑土地」，為世界構建第二選擇[322]。
  - 3名來自印度阿魯納查省的女子武術選手，因未能取得入境大陸的許可文件無法參加杭州亞運，因為大陸認為阿魯納查省屬於中國領土，印度認為是自己的，中印兩國爆發主權之爭。中國自2000年開始，只為阿魯納恰爾邦的居民核發「另紙簽證」(Stapled Visa)，而非在護照貼簽證或蓋章，印度政府也禁止持「另紙簽證」的印度公民前往中國[323]。
- 9月21日——東芝宣佈由日本產業夥伴（JIP）等日本企業聯盟發起的股票公開收購案（英语：Takeover）(take-over bid,TOB)成立，持股比例高達78.65%，遠超過最低門檻的66.7%。在股東大會等各樣程序告一段落後。12月20日，東芝股票正式下市[324]。
- 9月22日——美國財政部上午發布新聞稿，宣布美中啟動「經濟工作小組」(Economic Working Group)與「金融工作小組」(Financial Working Group)。這2個工作小組由葉倫(JanetYellen)與中國國務院副總理何立峰主持，未來將提供雙方結構性管道，針對經濟、金融政策議題進行坦率實質討論，並交換經濟與金融發展相關資訊[325][326]。
- 9月24日：
  - 美國國家航空暨太空總署（NASA）一個太空艙在航行7年後，有機會降落在猶他州（英语：Utah Test and Training Range），若計畫成功，將能帶回有史以來最大的小行星101955樣本。科學家們對這個樣本寄予厚望，稱那將使他們更瞭解太陽系的形成，以及地球是如何變得適於人居[327]。
  - 法国总统马克龙宣布因应尼日尔军事政变的局势，法國將結束與尼日爾的軍事合作，負責驻守在非洲萨赫勒地區打擊伊斯蘭主義叛亂分子的1,500名法軍士兵將於2023年底之前撤離，並且召回法國駐尼日爾大使[328]。
- 9月25日：
  - OpenAI在官網宣布，將在未來兩周內對 ChatGPT Plus 和企業用戶推出ChatGPT的語音和圖片功能，讓使用者能和 ChatGPT 進行語音對話或展示圖片做出相關回應[329]。語音功能方面，ChatGPT 可以用語音來回答問題和命令，與蘋果公司的 Siri等個人助理相互較勁。據了解，ChatGPT將會有5種不同的語音供用戶選擇，同時支援語音音訊生成文本、將播客 (Podcast)語音翻譯成其他語言等功能[330]。
  - 華為被認為有可能突破美國對中國晶片制裁，在秋季發布會公布自家研發的「星閃」(NearLink）技術可應用於多款新產品，華爾街日報形容，這舉措是挑戰藍牙和Wi-Fi這些全球無線通訊標準[331]。
  - 亞馬遜公司表示，已同意向人工智能公司Anthropic投資至多40億美元。這是最新一宗科技巨頭大舉投資AI初創企業的交易，此類交易旨在爭奪在AI軍備競賽中的優勢[332]。
- 9月26日——歐盟產業（英语：European Commissioner for Internal Market）主管布勒東（Thierry Breton）先是與蘋果執行長庫克（Tim Cook）會面，接著便呼籲蘋果公司向競爭對手開放其嚴密保護的硬體和軟體生態系統，目前蘋果尚未做出回應。布勒東表示「根據『數位市場法』，蘋果和其他大型科技公司的下一個任務是向競爭對手敞開大門」，接著他指出「無論是電子錢包、瀏覽器還是應用程式商店，使用蘋果iPhone的消費者應該從一系列提供者所提供的『有競爭力的服務中受益』」[333]。
- 9月27日：
  - 中國大陸圓環陣太陽電波成像望遠鏡，29°00′44.04″N 100°14′33.77″E / 29.0122333°N 100.2427139°E在大陸四川稻城通過工藝測試。作為目前全球規模最大的綜合孔徑電波望遠鏡，圓環陣可以監測太陽的各種爆發活動，對於理解和預測太陽活動對地球的影響具有重要作用。望遠鏡占地面積約1平方公里，由313部直徑6公尺的抛物面天線構成[334]。
  - 據哈爾濱電機廠微信公眾號「哈電機微訊」消息，哈電集團哈爾濱電機廠公司與中國第一重型機械公司聯合研製，大唐集團扎拉水電站500兆瓦(MW)衝擊式機組成套結構的轉輪鍛件，成功完工下線，標誌著世界單機容量最大的衝擊式水電機組轉輪輪轂鍛件、水鬥鍛件全序製造取得重大突破[335]。
  - 美国编剧工会与影视制片人联盟达成临时协议，结束长达4个月的罢工行动[336]。
  - 帕克太陽探測器(Parker Solar Probe)完成第17次近距離靠近（英语：Parker Solar Probe#Timeline）太陽，離太陽表面726萬公里，不僅打破了自己的紀錄，在金星的重力助推下，這次近距離接近(近日點)以每小時635,266公里的速度繞太陽運行，在接近的過程中也創下飛越速度的紀錄[337]。
- 9月28日：
  - 中華民國首艘自製潛艦原型艦命名「海鯤」，在台船高雄廠區舉行命名暨擲瓶典禮[338]。下水測試後，展開泊港測試(Harbor Acceptance Trial,HAT)；之後原型艦測試隊伍將展開出海測試(Sea Acceptance Testing,SAT)，期待2025年將首艘國造潛艦交付海軍[339]。
  - LINE公司發出公告，LINE Corporation將與Yahoo Japan Corporation及多家其他公司進行集團內部組織重整，在10月1日起新公司名稱將結合兩公司的英文字母首字變為「LY Corporation」[340]。
- 9月29日：
  - 美國國安局局長保羅·仲宗根上將出席媒體活動期間表示，將在既有的網路安全合作中心(Cybersecurity Collaboration Center)中，新設AI安全中心(AI Security Center)[341]。
  - 紐約市上午因暴雨淹大水，導致這個全國人口最多城市的地鐵服務中斷，許多地下室被淹沒，多條街道變成了小湖泊。紐約市長亞當斯（Eric Adams）宣布，全市進入緊急狀態，提醒居民注意自身安全[342]。

### 10月
- 10月3日：
  - 美國眾議院以216:210投票票數罷免眾議院議長凱文·麥卡錫[343][344]，成为美国自1789年以来第一位被罢免的众议院议长。
  - 經過一個多月的時間，由中國自主研發的海洋拖纜地震勘探採集裝備「海經」系統，順利完成在深度3000米以上的超深水海域的油氣勘探作業（英语：Reflection seismology#Hydrocarbon exploration）。通過現場数據處理，首張由中國大陸自主裝備測繪的3000米深水地質勘探圖繪制完成[345]。
- 10月4日：
  - 美國航太總署（NASA）的「阿提米絲計畫（Artemis program）」預計2025年底前要讓太空人重返月球，美國德州的太空設備製造商Axiom Space宣布[346]將與義大利奢侈時尚品牌Prada合作，為NASA的阿提米絲3號任務設計新一代登月太空衣[347]。
  - 美國第3大的軍工集團雷神公司，已經與國防高等研究計劃署簽訂合約，負責開發一種名為革命性的「吸氣式旋轉爆震發動機」(air-breathing Rotating detonation engine（英语：Rotating detonation engine）)實用版本，代號名棄兵(Gambit engine)，棄兵發動機沒有旋轉部件，故障率與生產成本都更低，安裝在飛彈上，可以增加飛彈射程。今年初，NASA的研究團隊所設計的是無進氣式RDE引發動機，成功持續10分鐘，將應用在太空火箭之上[348][349]。
  - 中國科學技術大學郭光燦院士團隊孫方穩課題組和大陸國家同步輻射實驗室／核科學技術學院鄒崇文課題組合作，製備出類腦神經元器件，並展示出類腦神經系統中多通道訊號傳遞和處理過程。這項研究成果發表於國際權威期刊(Science Advances)。類腦神經元器件，即通常所說的類腦晶片，是指利用神經形態器件去模擬人腦中的神經元、突觸等基本功能，再進一步將這些神經形態器件聯結成人工神經網路，以類比「大腦」的資訊處理和存儲等複雜功能。該研究成果發表後被《科學進展》期刊網站首頁以「Quantum imaging of artificial synapses」作為Featured image加以推介[350]。
- 10月5日——叙利亚霍姆斯军事学院在举行毕业典礼时遭到无人机袭击，造成至少125人死亡，超过277人受伤[351]。
- 10月6日——繼SpaceX、OneWeb之後，亞馬遜公司旗下低軌衛星服務商Kuiper（英语：Kuiper Systems）原型低軌衛星升空，進入軌道運行，全球低軌衛星三雄全數到位運營，人類進入太空衛星新世代[352]。
- 10月7日——以巴衝突升級，巴勒斯坦武裝組織哈馬斯由加沙地帶發動代號阿克薩洪水的軍事攻擊，發射逾5,000枚火箭彈襲擊，突破以色列的鐵穹防禦系統並派員進入其南部領土。以色列國防軍隨後向對方空襲予以還擊，並發出「戰爭狀態警報」[353][354]。英國《衛報》稱，這場衝突是1973年贖罪日戰爭以來，以色列面臨的最大軍事挑戰[355]。
- 10月8日——2022年亞洲運動會閉幕禮在中國杭州市舉行。
- 10月10日——在南海中微子望遠鏡「海鈴計劃」的藍圖發布會上，學者透露在3.5公里深的海底，中國2030年將建成國際最先進中微子望遠鏡。據悉，中微子是宇宙中數量最多的次原子粒子之一，可輕鬆逃逸極端、致密的宇宙和天體環境而不改變方向。目前國際世界最大、最靈敏的中微子望遠鏡冰立方（IceCube）於2010年建成，其探測器陣列建在2500米深的南極冰層中。而當下世界主要發達國家皆積極籌建性能大大優化的二代中微子望遠鏡，冀提升探測靈敏度之餘也更精確地定位中微子源[356]。
- 10月11日：
  - 中國科學技術大學網站消息，中國科學技術大學中國科學院量子資訊與量子科技創新研究院潘建偉、陸朝陽、劉乃樂等組成的研究團隊與中國科學院上海微系統所、大陸國家平行電腦工程技術研究中心合作，成功構建了255個光子的量子計算原型機「九章三號」，再度刷新了光量子資訊的技術水準和量子計算優越性的世界紀錄。求解高斯玻色取樣（英语：Boson sampling#Gaussian boson sampling）數學問題比目前全球最快的超級電腦快一萬兆倍。「九章三號」處理高斯玻色取樣的速度比上一代「九章二號」提升一百萬倍，「九章三號」1微秒（µs）可算出的最複雜樣本，當前全球最快的超級電腦「前沿」(Frontier）約需200億年[357]。
  - 上個月底，小行星探測器歐塞瑞斯號通過地球之際，將裝有小行星貝努(Bennu)岩石和塵埃的密封艙，送回美國猶他州沙漠，任務圓滿完成。航太總署(NASA)正式發表了小行星樣本的初步調查，確定小行星含有豐富的碳化合物與水份，這些都是地球的重要材料，也就證實了天文學家多年來提出的地球起源假說[358]。
  - 中國科學院上海天文台主導建設的長白山40米口徑射電望遠鏡建設專案，在吉林省長白山保護開發區啟動。未來該射電望遠鏡建成後，將與今年9月啟動建設的日喀則40米口徑射電望遠鏡、上海65米天馬、上海25米佘山、雲南昆明40米、烏魯木齊南山26米和上海VLBI数據處理中心一起，共同構成中國科學院上海天文台的「六站一中心」觀測網。目前興建这两台望远镜的加入可将中国大陸VLBI网最长基线即“等效口径”拓展至约3800公里[359]。
- 10月13日：
  - 美國國家航空航天局（NASA)瞄準由貴重金屬構成的小行星(靈神)發射探測器。這顆小行星被認為由鐵、鎳、白金、稀土等構成，據推算其資源價值達到1000京美元（1京是1萬億的1萬倍）。本次探測還將有助於了解在地球上無法直接觀測到的行星核心部位的情況，在太空資源開發和科學研究兩方面備受期待[360][361]。
  - 據《南華早報》報導，中國科學院瀋陽自動化研究所專案團隊在《機器人》期刊上發表的論文中說，截至去年12月為止，深海武器系統AUV Abyss（英语：AUV Abyss）的早期原型已在未公開的地點通過了多輪海試。瀋陽自動化研究所受美國制裁，而這是他們首度公開相關研究成果。論文中說，這系統可在海中深達11,000米處運作，目前主要用於研究[362]。
- 10月14日——美洲地區出現日環食現象。（月球偽本影的環食帶途徑國家：美國西南部，墨西哥中部，瓜地馬拉中部，貝里斯中部，宏都拉斯東部，尼加拉瓜東部，巴拿馬東部，哥倫比亞中部，橫跨巴西西部，中部，東部）而月球半影的偏食帶則途徑北美洲國家與南美洲國家（除北美洲國家加拿大東部與北部，南美洲國家智利和阿根廷南部地區）。[363][364]
- 10月15日——全球最大科技製造與服務商鴻海宣布，在新北市新店寶高智慧產業園區舉辦鴻海研究院「離子阱量子計算實驗室」啟用儀式，全台產業界首座量子電腦開發中心正式亮相。未來此實驗室將投入新世代AI與車用相關技術所需之高效計算能力，為鴻海在量子科技領域布局打下穩健的基礎[365]。
- 10月17日——日本防衛裝備廳於社群網路媒體X上公布了一段電磁軌道砲（簡稱軌道砲）的「全球首例」海上試射影片，算是目前國際間走的相當快的一個發展案例。目前，軌道砲領域還面臨著一些挑戰，例如電力來源供應和砲管壽命以及彈丸本體的設計與開發等[366]。
- 10月18日——因遭控涉及共諜案和洗錢案的中國創新投資公司董事會主席向心夫婦，在遭限制出境1432天後，獲得不起訴與無罪判決，兩人晚間搭機離開台灣，返回居地香港[367]。返港後向中華民國司法機關提出三件訴訟案(告王立強、證人Ａ誣告與對兩媒體告加重誹謗罪、對無罪仍限境提起抗告)，委任律師跨海展開法律上維護人權行動[368]。
- 10月19日——美國國防部公布年度「有關中華人民共和國的軍事與安全發展」報告，指中國至2023年5月已擁有超過500枚可用於作戰的核彈頭，且2030年前將增加到超過1000枚[369][370]。
- 10月20日：
  - 印度政府批准對半導體進行兩項大規模投資，建立成立印度半導體研究中心(India Semiconductor Research Centre,ISRC)，將成為印度半導體能力不斷增強的核心機構，類似美國 MIT 的林肯實驗室、台灣工研院或歐洲 Imec 等著名實驗室。同時打造矽光子技術（英语：Silicon photonics），成立可程式設計光子積體電路與系統中心(Centre for Programmable Photonic Integrated Circuits and Systems,CPPICS)，目標是「為矽光子處理器核心提供最先進的系統級封裝解決方案」，並在五年內實現這一目標[371]。
  - 美國陸軍次世代的戰搜直升機「未來攻擊偵察機」(FARA)（英语：Future Attack Reconnaissance Aircraft）終於可以繼續發展，因此延遲了大約一年的GE-T901渦軸引擎（英语：General Electric T901）總算完成，正在競爭FARA計畫的2間公司：貝爾-德士隆的360不屈戰搜直升機（英语：Bell 360 Invictus）和洛馬-塞考斯基的突擊者X戰搜直升機（英语：Sikorsky Raider X），才能完成自己的戰搜直升機[372]。
- 10月21日——印度載人航天首次進行Gaganyaan任務的中止能力演示（英语：TV-D1）在薩迪什·達萬航天中心的第一發射台（英语：Satish Dhawan Space Centre First Launch Pad）13°43′59.82″N 80°14′04.73″E / 13.7332833°N 80.2346472°E。該任務旨在2025年送3名宇航員進入400公里軌道執行3天任務並安全返回。被選中執行任務的宇航員目前正接受訓練，宇航員被稱為Gaganauts。如果成功，印度將加入美國、俄羅斯和中國等國家的行列，這些國家已經在載人航天領域建立了自己的存在[373][374]。
- 10月23日——日本量子科學技術研究開發機構發佈消息稱，以實現新一代能源核融合發電為目標的初期實驗取得成功。在日本國內的實驗設施「JT-60SA」中確認了等離子體，實現了被稱為「First Plasma」的第一階段[375][376]。
- 10月24日——中華人民共和國第十四屆全國人大常委會免去中國人民解放軍上將李尚福的國務委員、國防部長、國家軍委委員等職務，同時免去原外交部長秦剛的國務委員職務[377]。
- 10月25日：
  - 迈克·约翰逊在2023年10月美國眾議院議長選舉中当选新一任议长[378]。
  - 美国缅因州刘易斯顿多地发生群体枪击案，至少22人遇害，数十人受伤，枪手在逃亡两天后举枪自杀[379][380]。
- 10月26日——中国神舟十七号载人飞船于11时14分搭载长征二号F遥十七运载火箭，在甘肃省酒泉卫星发射中心顺利发射升空[381]。
- 10月27日：
  - 前中华人民共和国国务院总理李克强因突发心脏病抢救无效在上海去世，享年68岁[382]。
  - 美國能源部、西南研究院 (SwRI )、GTI能量 (GTI Energy)（英语：Gas Technology Institute）、奇異-維諾瓦(GE Vernova)共同舉行29°26′28.24″N 98°37′06.09″W / 29.4411778°N 98.6183583°W超臨界轉型電力示範工廠 （页面存档备份，存于）的開幕剪綵[383]，(Supercritical Transformational Electric Power Demonstration,STEP Demo)特別介紹工廠的核心機-「超臨界二氧化碳渦輪機」，它體積只有桌子那麼大，卻有著10百萬瓦(MW)的大功率，假如運轉成功，將是熱力渦輪機的巨大革命。蒸汽渦輪機應用在大型發電廠裡，包括燃煤火力電廠、燃氣火力電廠、核能發電廠，其原理都是強大的熱力帶動蒸氣渦輪，再由渦輪機轉動發電機[384]。
  - 緬甸民族民主同盟軍、德昂民族解放军、若开军等缅北武装组织以扫除电信诈骗为由，向掸邦发动攻势，占领多个城镇及缅甸军政府前哨基地[385]。
- 10月28日——月偏食事件，也是2023年的最后一场天文现象。该月食也是自2010年代至2020年代以来的第二次食分小的偏食。上一次则为2017年。月偏食发生时，月球表面大约12%的区域呈现黑色，最大值出现在马来西亚时间凌晨4时52分。[386][387]
- 10月30日：
  - 美國總統拜登簽署首項人工智慧行政命令，確保風險管控和創新發展並存。據行政命令，企業公開模型前必須告知政府安全測試結果。美國國會尚未通過重大科技立法。據華盛頓郵報指出，美國聯邦參院多數黨領袖舒默正帶領跨黨派成員小組制定AI法案，但是還需要幾個月才能公布提案[388]。
  - 以色列藉由其飛箭(Arrow)飛彈防禦系統（英语：Arrow (missile family)），擊落1枚以軍指稱為葉門叛軍「青年運動」(Houthis)鎖定以色列南部紅海港市埃拉特(Eilat)的彈道飛彈。值得注意的是，由於以方是在地球大氣層外就成功攔截這枚飛彈，因此據信是人類史上已知的首次太空戰鬥[389]。
- 10月31日——屯門南延綫動工。

### 11月
- 11月1日：
  - 英國在布萊切利園召開為期2天的全球首場人工智慧（AI）安全峰會（英语：2023 AI Safety Summit）。首日議程結束後，英國、美國及中國大陸等28個政府代表以及歐盟簽署通過「布萊切利宣言」(The Bletchley Declaration)[390]，矢言強化全球合作，因應AI安全議題[391]。
  - 美國國防高級研究計劃局 (DARPA)，開始研究高速垂直起降飛機(High-Speed Vertical Takeoff and Landing,HSVTOL)，此X-飛機專案的名稱「速度和跑道獨立技術」(Speed and Runway Independent Technologies)，簡稱為「短跑」(Sprint)[392]，DARPA 表示：「此專案的目標，是開發一種飛行速度740~833 公里/小時(約0.6~0.7馬赫)的飛機，能夠在未經準備的地面上空懸停。」目前已有4個航空集團被挑選參與1A 階段(初步概念設計)，包括貝爾直升機德事隆(Bell Textron)、諾斯洛普·格魯曼(Northrop Grumman)、皮亞塞基飛機公司（英语：Piasecki Aircraft）(PiAC)、波音的子公司-極光飛行科學公司(Aurora Flight Sciences)，他們有6個月的時間交出自己的方案[393]。
- 11月2日：
  - 印度尼西亞东努沙登加拉省發生裡氏6.1級地震。[394]
  - 北京星際榮耀空間科技成功發射了自主研發的液氧甲烷可重複使用的驗證火箭雙曲線2號(代號SQX-2Y)，於「酒泉衛星發射中心」火箭成功平穩著陸在目標點。這一次試驗的飛行高度為178.42米，飛行時間為50.82秒，著陸位置精度約為1.68公尺，著陸速度為0.025公尺，著陸姿態角約為0.18度，滾動角約為4度，相關数據將為未來可回收大型載運火箭SQX-3鋪路[395]。
  - 挪威電力公司(Norsk Kjernekraft)[396]向挪威石油和能源部（英语：Ministry of Petroleum and Energy）提交了一份企劃書，打算在奧雷(Aure)和海姆市(Heim)（英语：Heim, Norway）建造由小型模塊化反應爐(SMR)組成的核電廠，年產電力達12.5太瓦(TWh)，並希望政府部門趕快完成可行性評估。電力公司表示，這標誌著挪威第一座核電廠的建設，邁出了正式的第一步[397]。
- 11月3日——尼泊爾賈加科特西部發生裡氏5.6級地震，截至2023年11月5日該地震造成當地至少157人死亡、376人受傷。[398][399]
- 11月4日——中國大陸首艘国产大型邮轮Vista級遊輪（英语：Vista-class cruise ship (Carnival)），自主品牌爱达邮轮(Adora Cruises)旗下首艘郵輪魔都號(Adora Magic City)在上海外高橋31°20′30.08″N 121°37′56.34″E / 31.3416889°N 121.6323167°E，完工交付。將於2024年1月1日從上海吳淞口國際郵輪港啟航。讓中國成為繼德國、法國、意大利、芬蘭後全球第五個有能力建造大型郵輪的國家[400][401]。
- 11月6日——歐洲太空總署的22個成員國在西班牙的塞維利亞舉行旨在確保阿麗亞娜-6號的財務運作峰會，試圖在法國和德國兩年來的紛爭找到一個折中方案。經過激烈討論後，與會成員國不負使命在峰會上達成協議，即從2026年起每年為阿麗亞娜-6號提供3.4億歐元的公共資金。法國是歐空局計畫的主要承包商，將出資 55.3%，其次是德國（21%）和意大利（7.6%），其餘部分由參與該項目的其他十個國家分攤。另一項重要決定則是在歐洲開放火箭市場的競爭（英语：List of launch service providers）[402]。
- 11月7日：
  - 歐洲太空總署的歐幾里得太空望遠鏡揭示了其第一張全彩宇宙圖像。在此之前，望遠鏡從未能夠在如此大的天空範圍內拍攝出如此清晰的天文影像，並能觀察到如此遙遠的宇宙。這五幅圖像展示了歐幾里得的全部潛力；他們表明，望遠鏡已準備好創建迄今為止最廣泛的3D宇宙地圖，以揭開一些隱藏的秘密[403]。
  - 據微信公眾號「中核集團」消息，中核集團中國原子能科學研究院核物理研究所成功研製出大陸國內首台緊湊型加速器質譜儀(AMS)，標誌著中國在高端核分析設備研製方面取得重要進展，為加速器質譜的高靈敏分析應用奠定了堅實基礎。加速器質譜小型化、緊湊化是當前全世界加速器質譜研究（英语：List of accelerator mass spectrometry facilities）的熱點領域[404]。
- 11月8日：
  - 美利堅合眾國德克薩斯州以西發生裡氏5.3級地震，震央位於曼通西南偏西約35公里。[405]
  - NuScale（英语：NuScale Power）原本打算進行一項「無碳電力計畫」，預計在愛達荷州建置六部77千瓩（MW）、合計462 MW的SMR機組，預定2029年開始供電。該公司和猶他州聯合市政電力系統公司（UAMPS）共同宣布，放棄這項計畫[406]。小型模組化核反應爐(SMR)的策略是零件先在工廠製造，再運到電廠所在地後就地組裝，寄望他們比傳統核電廠，建廠速度更快、更便宜。而NuScale的SMR設計是唯一獲得美國核管會核准的公司[407]。
  - 美國太空總署NASA航向串流媒體宇宙，發表全新「NASA+」串流服務（英语：NASA+），天文迷感興趣的影片內容匯集在這、隨選即播[408]。
- 11月9日——根据马来西亚气象局指示，2023年11月11日起至2024年3月将发生东北季候风。而东北季风将从11月11日起正式吹向马来西亚。预计将导致4至6次的暴雨影响，其中受影响最显著的地区包括吉打，登嘉楼，彭亨，柔佛，砂拉越西部。[409]
- 11月10日：
  - 美國空軍2022年底才公開的新一代匿蹤轟炸機B-21(B-21 Raider)，經過幾乎一整年測試調整後，正式在加州進行首次飛行任務[410]。
  - 中國大陸首條完全自主智慧財產權的磁浮試驗線「高速飛車」大同（陽高）試驗線一期主體工程40°18′37.99″N 113°47′01.40″E / 40.3105528°N 113.7837222°E全部完工，它是目前全球規模最大的超高速低真空管道磁浮交通系統試驗線，其設計的速度可實現時速1000公里以上的「近地飛行」[411]。
- 11月11日——鴻海集團搶攻低軌衛星商機[412]，兩顆立方體衛星「珍珠號」(PEARL)，衛星代號為PEARL-1H和PEARL-1C，企業實驗通訊衛星軌道週期以96分鐘環繞地球一圈。透過SpaceX的獵鷹9號，在Transporter-9發射任務中順利升空（英语：List_of_spaceflight_launches_in_July–December_2023#November）[413]。
- 11月14日：
  - 因應以色列對加沙地帶的軍事行動，貝里斯宣佈終止與以色列的外交關係，成為繼玻利維亞後第二個與以色列斷交的國家[414]。
  - 美國太空總署太空船靈神星號完成創新實驗，裝有深太空光學通訊（英语：Deep Space Optical Communications）(DSOC)成功發送雷射光資料達1609萬公里，為迄今最遠的雷射通訊。由加州理工學院的帕洛瑪天文台海爾望遠鏡收到。使用肉眼見不到的近紅外光雷射(1.55 µm,一般光纖所使用的光的波長)，這種雷射傳送数據的速度，以比太空總署用在其他太空任務的傳統輻射波快上10倍到100倍，假如接下來兩年完全成功，本實驗可望成為未來的科技基礎，供人類探索火星時通訊之用[415]。
  - 中華電信與歐洲通訊衛星集團(Eutelsat Group)子公司Eutelsat OneWeb簽署台灣低軌衛星獨家代理合約。OneWeb已發射逾600顆低軌衛星，在離地球表面1,200公里的12個軌道平面上運行，衛星訊號預計於2024年可望覆蓋全台，本次中華電信與Eutelsat OneWeb之深度合作，將引領台灣進入低軌衛星應用的新紀元[416]。
- 11月15日：
  - 中共中央总书记、中国国家主席习近平在舊金山費羅麗莊園與美國總統拜登舉行中美元首會晤。兩國元首強調在當下關鍵十年中美共同加速努力應對氣候危機的重要性，歡迎兩國氣候特使近期開展的積極討論，包括：2020年代國內減排行動，共同推動2023年聯合國氣候變化大會成功，啟動中美「21世紀20年代強化氣候行動工作小組」以加速具體氣候行動[417]。
  - 自13日起，挪威大西洋航空(N0787)執飛波音787「夢幻客機」（Dreamliner）從奧斯陸、中停南非開普敦，飛往南極洲巨魔機場（英语：Troll Airfield），成功降落，不負「探險家航空」稱號。這是夢幻客機首次在南極大陸落地，創最大機體降落南極洲的里程碑[418]。
- 11月17日——中缅边境发生里氏5.9级地震，受影响地区为中国云南，老挝，缅甸，泰国北部。震央位于缅甸撣邦主要城市——景栋31公里。[419]
- 11月18日：
  - 菲律賓棉蘭老島外海發生芮氏規模6.7地震，震央位於南哥打巴托省71公里。[420]
  - SpaceX星艦S25/B9，進行第二次軌道試射。
  - 法國最新式的M51.3型潛射彈道飛彈(SLBM)在比斯卡羅斯基地首次發射，成功飛抵目標區。是由法國蘭德斯飛彈測試中心（法语：DGA Essais de missiles）(Landes site of DGA Missile Testing)進行，確保了法國海洋威懾力量在未來幾十年的地位[421]。
- 11月19日：
  - 中國大陸人民銀行公告，已向美國信用卡公司「萬事網聯信息技術（北京）有限公司」核發銀行卡清算業務許可證。這意味著萬事達卡正式進軍大陸市場，且萬事網聯成為大陸第三家銀行卡清算機構，同時也是大陸第二家中外合資的銀行卡清算機構[422]。
  - 塞爾維亞網球名將喬科維奇在義大利杜林舉辦的ATP年終賽決賽當中，頂住客場壓力，以6：3、6：3直落二，擊敗年僅22歲的地主希望辛納，締造了七次年終賽冠軍的紀錄，突破了費德勒保持的六次冠軍最佳成績，更把球王在位時間累積到400週，比居次的費德勒多了整整90周。除了獨缺錦上添花的奧運金牌以外，幾乎所有男單最高紀錄都被他囊括了[423]。
- 11月20日：
  - 全球首個迪士尼園區魔雪奇緣世界在香港迪士尼樂園開幕。
  - 在17日OpenAI董事會開除前執行長奧特曼和董事長兼總裁的布羅克曼後，OpenAI最大股東微軟宣布，這兩人都將加入微軟先進的AI研究團隊[424]。公司770名員工中的700名員工連署要求董事會全員下台，否則立刻追隨前執行長腳步跳槽微軟(Microsoft)[425]。
- 11月21日：
  - 北韓在深夜向南方發射一枚運載太空衛星的千里馬1號運載火箭，據信載運軍事偵察衛星萬里鏡1號。這是北韓今年第三度嘗試發射間諜衛星。今年分別於5月31日及8月24日嘗試發射軍事偵察衛星，皆以失敗告終[426]。
  - 至22日马来西亚多地的学校接获了多起匿名炸弹威胁。其中皆来自国外的帐号。[427][428][429]
- 11月24日：
  - 以色列召見西班牙和比利時大使，以對西班牙總理桑切斯和比利時總理德克羅有關以色列進攻巴勒斯坦加沙地帶的言論表達嚴厲抗議[430]。
  - 日本大阪公立大學等國際研究團隊宣布，成功觀測到宇宙照射到地球表面的宇宙射線「天照粒子」[431]。該團隊以日本神話中的神祉天照大神之名，將此宇宙射線取名為天照粒子（アマテラス粒子）。據報導，這種宇宙射線的1個粒子，足以讓40瓦燈泡點亮1秒。只要聚集1公克粒子能量，就足以摧毀地球。天照粒子能量高達244百萬兆電子伏特(244EeV)，等於是2.4兆雷電能量，僅次於1991年觀測到的天啊粒子（英语：Oh-My-God particle）(320EeV)[432]。
- 11月25日——中國鐵路官方公眾號透露，上午G55302次高鐵列車從汕尾站開往汕頭南站，這段汕尾到汕頭的汕汕高鐵試運行也創下中國高鐵事業的一項新紀錄：以350公里時速穿越首座海底高鐵隧道[433]。
- 11月26日——中国大陸最新型的航母“福建舰”开始对其电磁弹射系统进行“静载”(Dead-loads)发射测试飛行器（俗称：小红车）。从新航母的两个前弹射器位置之一发射，并随后落入福建舰前方的水域中，为下一步的“海试”做准备[434]。
- 11月27日：
  - 在北韓發射衛星後，南韓宣佈暫停「 9.19 軍事協議」，而北韓則是強硬宣佈「 9.19 軍事協議」作廢，目前北韓軍隊已經重新向三八線非軍事區域聚集，並着手恢復前線軍事哨所，前線戰壕武器也已經開始就位[435]。
  - 皇家加勒比（Royal Caribbean）遊輪公司驗收了長達1,198英尺(365公尺)的海洋標誌號。標誌級首艘（英语：Icon of the Seas）、全球最大遊輪（英语：List of largest cruise ships）有20層甲板、總噸位250,800噸的遊輪在芬蘭圖爾庫的造船廠正式移交給皇家加勒比遊輪公司。首航定於2024年1月27日從佛羅里達州邁阿密出發，巡遊加勒比海七天[436]。
- 11月28日——量旋科技（SpinQ）宣布，公司在11月成功向一家中東科研機構交付自主研發生產的超導量子芯片。超導量子晶片被認為是超導量子電腦（英语：Superconducting quantum computing）的「心臟」，能夠以極高的效率執行複雜的計算任務。這一合作標誌著量旋科技成為首家成功向海外交付超導量子芯片的中國公司[437]。
- 11月29日——美國當前的規定限制美中在太空領域的合作，不過美國國家航空暨太空總署尋求國會在沃爾夫法案（Wolf Amendment）上「開綠燈」，允許研究人員申請獲取中國航天嫦娥五號採集到的月球土壤樣品，理由是該樣品太獨特，且位於NASA尚未採樣的區域[438]。

### 12月
- 12月1日：
  - 全球五大海運巨頭中的四家公司發布聯合聲明[439]，表示希望逐步淘汰只能用燃油發動的船隻，以回應聯合國第 28 屆氣候變遷大會 (COP28) 的減碳宗旨。替代燃料的選項包括乾淨的甲醇、氨，以及液化天然氣 (LNG)。四大航商全都來自歐洲，分別是地中海航運公司 (MSC, Mediterranean Shipping Co)、馬士基(A.P. Moller-Maersk A/S)、達飛海運集團(CMA CGM SA) 和赫伯罗特(Hapag-Lloyd AG)[440]。
  - 南韓委託SpaceX在加州發射了首枚國產間諜衛星425工程（朝鲜语：425사업）(Electro-Optical（英语：Electro-optics）和Infrared Sensors,EO/IR)，稱其解析度是北韓的100倍。半個月內南北韓先後部署間諜衛星，東亞太空競賽已經進入新階段[441]。
- 12月2日：
  - 菲律賓棉蘭老島外海繼11月19日發生里氏7.2級地震之後發生里氏7.6級地震。[442]
  - 台北大巨蛋迎接歷史性的一球，高齡83歲的世界全壘打王「OH桑」王貞治，為大巨蛋開球[443][444]。
  - 22個國家在杜拜召開的聯合國氣候變化綱要公約第28次締約方會議（COP28）上要求2050年之前將世界核電產能提高到2020年水準的3倍，以助全球屆時達到淨零排放目標[445]。由美國、英國、法國、日本、韓國、數個歐洲國家到非洲的迦納等國背書的宣言指出，核能在達成碳中和目標上扮演「關鍵角色」，呼籲其他國家加入這項宣言[446]。
- 12月4日：
  - 大韓民國國防科學研究所(ADD)自研固體燃料火箭在濟州道西歸浦市近海成功進行第三次試射（朝鲜语：한국형 고체연료 발사체），搭載有小型合成孔徑雷達（SAR）衛星送入軌道。此次發射升空的衛星是韓華集團下屬韓華系統(Hanwha Systems)自研的衛星，重量為100公斤左右，成功被送入地球650公里的軌道，並與地面站進行通信，執行對地觀測任務[447]。
  - IBM Quantum Summit 2023發布量子處理器IBM Condor（英语：IBM Condor）達到1,121量子位元。是世界上第一款突破1000量子位元的處理器。
- 12月5日：
  - Facebook母公司Meta Platforms、IBM、intel已攜手成立「AI聯盟」(AI Alliance)[448]，成員包括超過50家人工智慧（AI）企業與研究機構的，共同推動開放發展AI與制定安全基準，希望共享技術並降低風險[449]。
  - 中國大陸江南造船發佈全球首型、世界最大24000TEU級核動力貨櫃輪船型設計。該船型可實現更短的船長、更多的箱位，還採用方便快捷的換「電池」（燃料）方案，每15至20年更換一次燃料，採用國際上先進的第四代堆型熔鹽反應堆[450]。
- 12月6日——中國大陸山東石島灣核電廠正式啟動，該電廠採用是獨特的高溫氣冷配合卵石床式反應爐，其反應爐的安全性更高，被列為世界上第一座第四代核反應爐[451]。
- 12月7日——中國大陸錦屏地下實驗室二期極深地下極低輻射本底前沿物理實驗設施（錦屏大設施）土建公用工程完工，具備實驗條件。這標誌著世界最深、最大的極深地下實驗室正式投入科學運行。地下2400米處，總容積33萬立方米，實驗室宇宙線通量僅為地表的一億分之一，具備「極低環境氡析出」「極低環境輻射」「超低宇宙線通量」「超潔淨空間」等多種優勢[452]。
- 12月9日：
  - 中國大陸文化和旅遊部、國家文物局發布了「中華文明探源工程」取得的最新成果，研究顯示，大約從距今約5800年開始，中華大地上各個區域相繼出現較為明顯的社會分化，進入了文明起源的加速階段。據悉，「中華文明探源工程」全稱是「中華文明起源與早期發展綜合研究」，是一項由大陸國家支持的多學科結合、研究中國歷史與古代文化的重大科研項目，2004年夏季正式啟動[453]。
  - 二刀流職棒球星大谷翔平和洛杉磯道奇隊簽下10年7億美元，約新台幣220億的天價超級合約。[454]。
- 12月10日——2023年香港區議會選舉
- 12月13日：
  - 聯合國氣候變化綱要公約第廿八次締約方會議（COP28）落幕。198國談判代表針對決議達成共識[455][456]，承諾「進行能源系統轉型，脫離化石燃料」，並以公正有序的態度在這關鍵十年加速行動，以利2050年前達到淨零。這是氣候峰會史上，首次在決議明確提到化石燃料。這份決議未包含歐美國家期待的「逐步淘汰化石燃料」（phasing out fossil fuels），而是採用較中性的「轉型」（transitioning）字眼。此外，決議也認可全球碳排放將會在2025年前達到高峰，並承諾淘汰「無效率的化石燃料補貼」[457]。
  - 在荷蘭進行國事訪問的韓國總統尹錫悅與荷蘭首相呂特（Mark Rutte）舉行會談。兩國政府發表聯合聲明，商定構建“半導體同盟”，新設並隔年舉行外交和產業部門“2+2”部長級對話協商機制，進一步深化戰略夥伴關係。尹錫悅表示，韓荷半導體同盟的目標是打造世界最頂級的超差距優勢[458]。
- 12月14日：
  - 日本、英國與義大利三國防長，齊聚東京並簽署「全球空戰計畫」(GCAP，Global Combat Air Program)協定，三方聯手開發第6代匿蹤超音速戰機[459]。
  - 美國國會兩院接力表決通過明年度國防授權法（ＮＤＡＡ）[460]，高達八八六三億美元預算包括為軍人加薪、應對中國大陸競爭、透過支持歐洲威懾計畫（英语：European Deterrence Initiative）以及軍援烏克蘭計畫抗俄援烏、支持澳英美三方安全夥伴關係（ＡＵＫＵＳ）協議，還有協助台灣強化自衛能力的計畫。下一步將交由總統拜登簽署生效[461]。
  - 美國聯邦通訊委員會(FCC)批准了SpaceX在今年2月所提出的Direct to Cell實驗申請，以直接利用一般的手機連結衛星通訊網路，執行傳訊、通話或瀏覽網路等功能[462]。
- 12月15日——中國大陸商務部認定台灣對大陸貿易限制措施構成貿易壁壘，中華民國經濟部表示，兩岸分別加入世界貿易組織（WTO）已超過20年，兩岸同屬WTO會員，相關貿易問題可循WTO規範及機制處理，我方願與中方依循WTO規範在WTO架構下協商，處理雙方貿易爭議問題[463]。
- 12月18日：
  - 中华人民共和国甘肃省积石山县爆发了里氏6.2级地震，震央位于甘肃临夏州积石山县，震源深度10公里。[464]
  - 美國太空總署宣布成功使用一套尖端雷射通訊系統，從距離地球3100萬公里的探測器傳回15秒的高畫質影片，是第一支從深空（deep space）傳回的影片[465]。影片主角是一隻名為泰特斯(Taters)的橘色虎斑貓在沙發上追逐紅色雷射光點。這項創舉證明人類有可能以更高資料傳輸率傳送通訊，而這在未來執行送人類上火星等複雜任務時很有必要[466]。
- 12月19日——中國航空工業集團有限公司(航空工業)透露，中國自主研製的「祥雲」AS700民用載人飛艇日前正式獲得由中國民用航空局頒發的型號合格證，顯示AS700民用載人飛艇成為大陸首款按照適航規範自主研製、具有完全自主智慧財產權並首個獲得型號合格證的載人飛艇[467]。
- 12月21日——捷克共和国布拉格查理大学文学院发生大规模枪击事件，造成包括枪手在内的15人死亡，25人受伤。[468]
- 12月22日——聯合國大會第七十八屆會議協商一致通過決議，將「農曆新年」確定為聯合國假日。聯合國總部和世界各地辦事機構所慶祝的假日由聯合國大會批准，每年一般為十天，九天是法定假日，一天是浮動假日，目前農曆春節有望成為第八個浮動假日的選項，供聯合國總部員工擇一休假[469]。
- 12月28日——澳門特殊奧運會游泳領導吳曉彤被停職，因此由其他領導取代。
- 12月29日——俄军动用110枚导弹、36架无人机，向乌克兰基辅等地发动大规模袭击，造成至少31人死亡，160人受伤。[470]

## 逝世
2023年逝世人物列表：1月 - 2月 - 3月 - 4月 - 5月 - 6月 - 7月 - 8月 - 9月 - 10月 - 11月 - 12月

## 诺贝尔奖
- 物理学: 皮埃爾·阿戈斯蒂尼、费伦茨·克劳斯、安妮·呂利耶
- 化学: 蒙吉·巴文迪、路易斯·布魯斯、阿列克謝·葉基莫夫
- 医学: 考里科·卡塔林、德魯·韋斯曼
- 文学: 约恩·福瑟
- 和平: 納爾吉斯·穆罕默迪
- 经济学: 克勞迪婭·戈爾丁

## 虛構作品

### 電影
- 命運自選台的主角米高·紐曼誤用遙控器，使自己不情願地被傳送至此年。
- 復仇者聯盟4中的主線故事即設定於此年。
- X戰警：未來昔日中，金鋼狼挽救而醒來的未來設定於此年。
- 末世戰疫：鳴鳥檔案中COVID-19病毒於此年突變為更致命的「COVID-23」。

### 電視劇
- 國際橋牌社外傳：和平歸來